# Indiánské války
Indiánské války je termín popisující sérii konfliktů mezi evropskými kolonizátory či později americkými osadníky a domorodými kmeny na území Severní Ameriky. Primárním důvodem konfliktů byla rostoucí poptávka po půdě vyvolaná imigrací z různých evropských zemí. Ta vedla k osídlování západních teritorií bělošskými kolonizátory a vytlačování Indiánů stále více na západ případně do vymezených území – pozdějších rezervací. Dalším problémem byla kulturní nekompatibilita obou etnických skupin. Při těsnějším soužití Indiánů a bělochů se objevovalo mnoho nedorozumění, nesrovnalostí a incidentů. Tyto faktory následně vedly ke konfliktům.

## Biologická „válka“

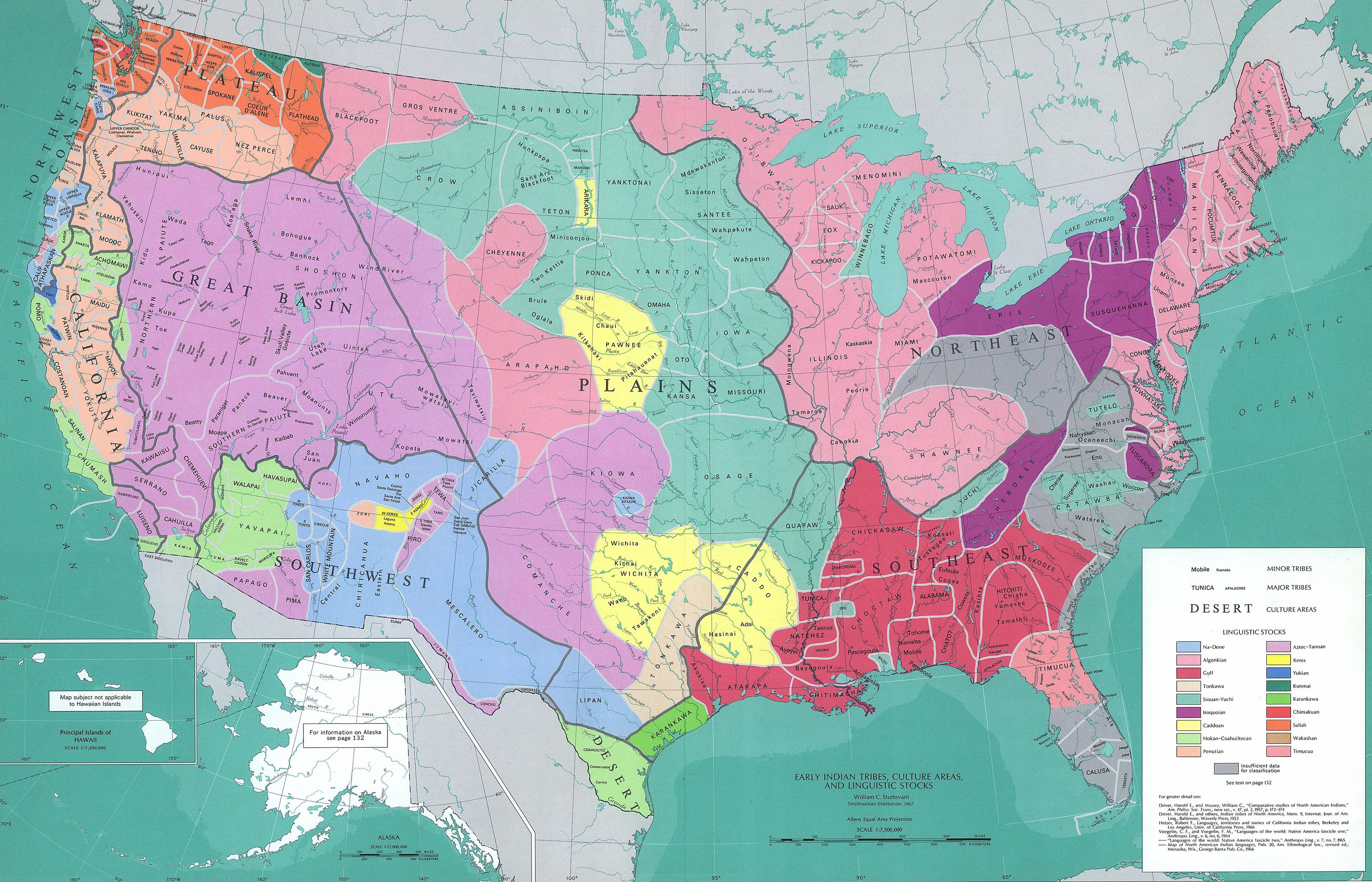
Rozmístění indiánských etnik v hranicích dnešních USA v době kontaktu s bělochy

Často ještě dříve, než začaly skutečné války, zdecimovaly indiánskou populaci z Evropy zavlečené choroby. Jednalo se o nemoci jako neštovice, spalničky, zarděnky a jiné, na něž organismy domorodců neměly vypěstovanou žádnou imunitu. Evropané šířili tyto choroby zprvu nevědomky, ale posléze si všimli, že účinky nemocí mají na domorodce daleko zhoubnější vliv než na ně. V několika válkách toho následně chtěli využít. Nejznámějším příkladem je pokus o rozšíření neštovic během obléhání pevnosti Pitt za Pontiacova povstání (1763). Jedná se o jeden z prvních případů použití biologických zbraní. Nicméně i Indiáni se snažili proti bělochům využít primitivní biologické zbraně – pokusili se otrávit studnu u Fort Ligonier v roce 1761, avšak s malým efektem. Naopak v letech 1757–1758 si sami mezi sebou roznesli neštovice, kterými se nakazili mj. při drancování pevnosti William Henry. Evropské nemoci si vyžádaly daleko více indiánských životů než přímé vojenské akce. Odhady se různí, ale mnohé indiánské kmeny takto ztratily i 90 % své populace, což mělo samozřejmě zcela zásadní vliv na vojenskou sílu domorodců.

## 17. století
Příčiny, jež stály za vznikem konfliktů mezi kolonisty a Indiány, byly různé a zdaleka nesouvisely jen s územní expanzí, která nicméně hrála důležitou úlohu. V 17. století postupně narůstal počet obyvatel prvních kolonií na východním pobřeží dnešních Spojených států amerických a způsoboval tak čím dál větší tlak na získávání nové obdělávatelné půdy. Způsob, jakým ji od Indiánů kupovali, byl pro ně často nevýhodný. Indiáni nebyli zvyklí na evropské chápání vlastnictví a neuvědomovali si plně dopad prováděných obchodů. Dalším problémem, který narušoval vzájemné vztahy s domorodými obyvateli, byl způsob, jakým kolonisté zajišťovali pastvu svého dobytka – nebrali ohled na neohrazená indiánská políčka a evropský dobytek pak na nich způsoboval těžké škody. Jiné třecí plochy vznikaly kvůli tomu, že Evropané občas nedokázali rozlišit jednotlivé indiánské skupiny. Indiáni, neorganizovaní do tak mohutných a tak dobře řízených celků jako byly například anglické kolonie, se proti zvůli svých sousedů mohli jen těžko bránit legální cestou, neboť soudní moc jim vnutily organizovanější evropské celky. Další příčinou rozmíšek, které někdy vedly i k válkám, byla různá nedorozumění vyplývající například z nedostatku kvalitních překladatelů a incidenty spáchané v opilosti. Svou roli hrála rovněž vzájemná podezíravost a obavy z útoku druhé strany. A v neposlední řadě byly konflikty způsobovány i kvůli ekonomickým zájmům (zejména obchod s kožešinami). Je nutno podotknout, že Indiáni nevystupovali nikdy jednotně a prakticky ve všech konfliktech získali kolonisté část domorodců na svou stranu jako spojence.

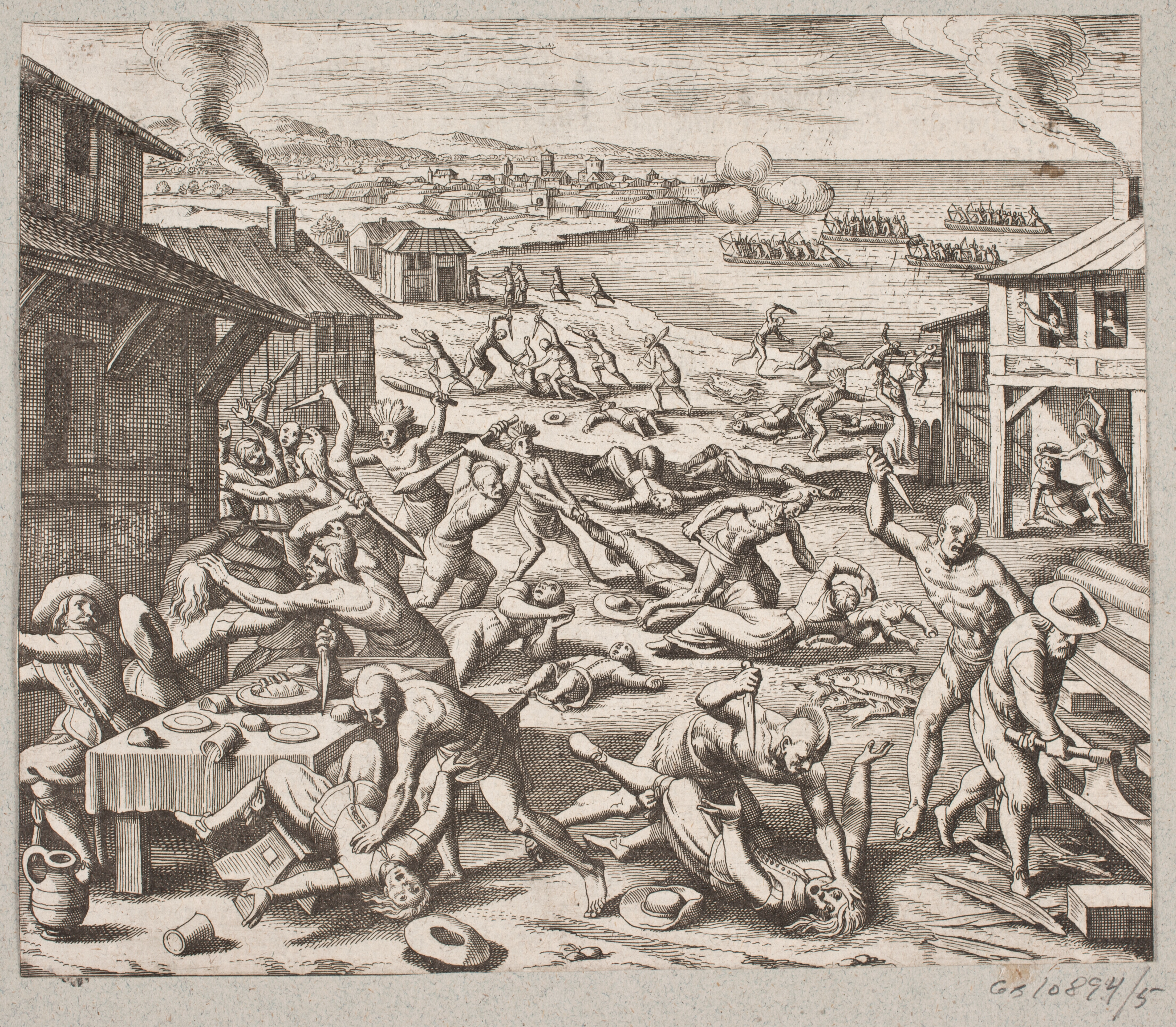
Indiánský útok na osadníky ve Virginii v březnu 1622.

### Anglo-powhatanské války
První válka, která byla zřejmě způsobena anglickým rozpínáním v údolí virginské řeky James a stavbou několika pevnůstek na území kmenového svazu Powhatanů bez jejich souhlasu, proběhla v letech 1609/1610–1614 a skončila nerozhodně. Druhá započala překvapivým útokem Indiánů na Evropany, která způsobila smrt v té době asi čtvrtiny obyvatelstva Virginie (347 osob) a pokračovala systematickými trestnými výpravami kolonistů v letech 1622–1632. Boje znovu skončily bez jasného vítěze. Ke třetí došlo v letech 1644–1646, kdy Indiáni nezvládli využít počáteční úspěšný překvapivý útok a byli postupně vytlačeni ze svého území. V důsledku válek byla vytyčena jasná hranice mezi anglickým osídlením a domorodci.

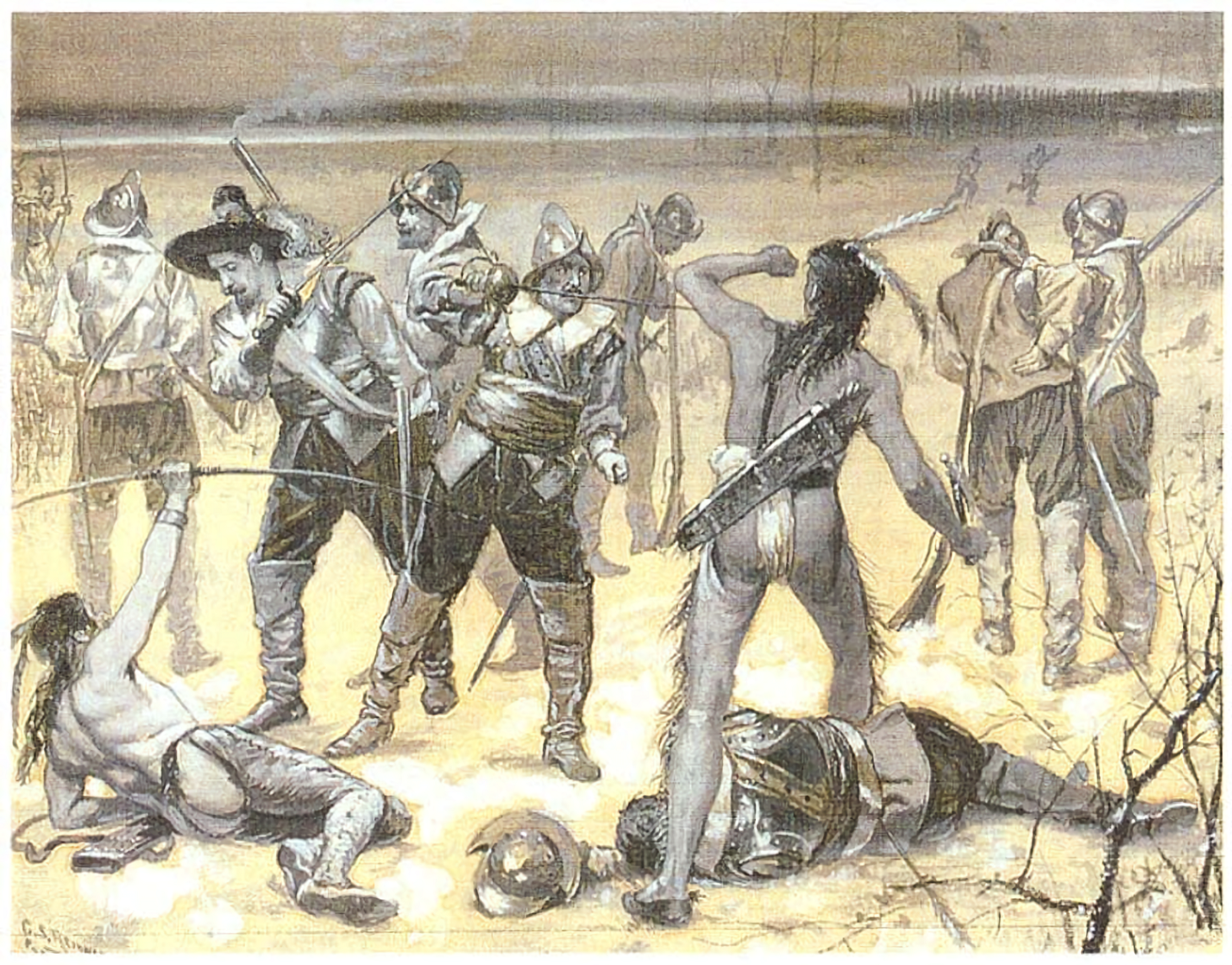
Puritánští vojáci v boji s válečníky kmene Pequotů.

### Pequotská válka
Pequotská válka probíhala v letech 1636–1638 na území jižní Nové Anglie (Connecticut) mezi Pequoty na jedné a Angličany spolčenými s některými sousedními indiánskými kmeny na druhé straně. Pequotové byli rozdrceni a ve válce krále Filipa již stáli na straně Angličanů.

### Válka se Susquehannocky
V letech 1642–1644 se osadníci katolické kolonie Maryland dostali do konfliktu s irokézským kmenem Susquehannocků. Ti získali zbraně od Švédů z Nového Švédska a podařilo se jim odrazit útok anglických kolonistů na svou tvrz. Způsobili jim při tom poměrně značné ztráty. Navíc zajali 15 kolonistů a umučili je, což byl mezi irokézskými kmeny relativně běžný postup vůči zajatcům (viz smuteční války). Mír byl uzavřen až roku 1652.

### Kieftova válka
Kieftova válka propukla mezi severními Delawary (Munsee - Lenni Lenape) a Nizozemci v roce 1643. Tento konflikt byl neobyčejně krvavý. Ještě v roce 1628 měla nizozemská kolonie asi 270 obyvatel, ve 40. letech to byl zhruba 1 000 osadníků. Zřejmě i z toho důvodu vedli Holanďané boj zcela bez slitování a ztráty dosáhly na straně Indiánů snad až půl druhého tisíce, přičemž na straně Evropanů zřejmě jen okolo 100. Nizozemce podpořili jako spojenci Angličané.

### Broskvová válka
Rovněž v Novém Nizozemí začala v roce 1655 broskvová válka a proslavila se útokem Indiánů na Nový Amsterdam. V dalších letech pomalu doznívala do ztracena.

### Esopské války
Dvě války mezi Nizozemci a Indiány z kmene Esopus, k nimž došlo v letech 1659–1663. První vypukla v důsledku napětí mezi osadníky a domorodci a následného opileckého incidentu. Druhá začala lstivým přepadem nizozemské osady Wiltwijck velkou skupinou Indiánů. Nizozemcům se stejně jako v předchozích konfliktech podařilo zažehnat nebezpečí porážky a získat převahu, ale již natrvalo ztratili v Indiány důvěru.

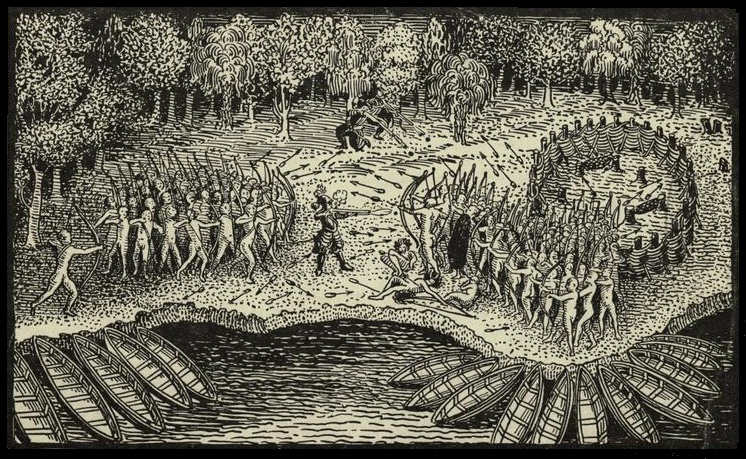
Samuel de Champlain v čele Huronů a Algonkinů bojuje v roce 1609 s Irokézy.

### Bobří války
Tato série konfliktů, do níž se zapojili Francouzi a mnoho indiánských kmenů, byla způsobená irokézskou expanzí a do značné míry se vymyká představě o obranných a spravedlivých indiánských válkách, která je sama o sobě sporná. Bobří války probíhaly v letech 1609-1701 s menšími či většími pauzami. Často uváděný důvod, že to bylo za účelem monopolizace obchodu s kožešinami (hlavně bobřími), je dnes zpochybňován. Spíše se předpokládá, že šlo o pokračování tradičních konfliktů, které Irokézové vedli proti okolním etnikům (Huroni, Algonkinové, Odžibwejové, Ottawové, Montagnaisové, Petunové, Neutrálové aj.) a Francouzi měli tu „smůlu“, že si tato etnika vybrali za spojence. Válka postupně utichala, neboť Francouzi měli zájem mocné sousedy neutralizovat a irokézská moc byla silně otupena na konci sedmnáctého století za války krále Viléma (součásti devítileté války). Irokézové od té doby nepředstavovali pro Novou Francii vážnější hrozbu, ačkoli část z nich zůstala spojenci Britů.

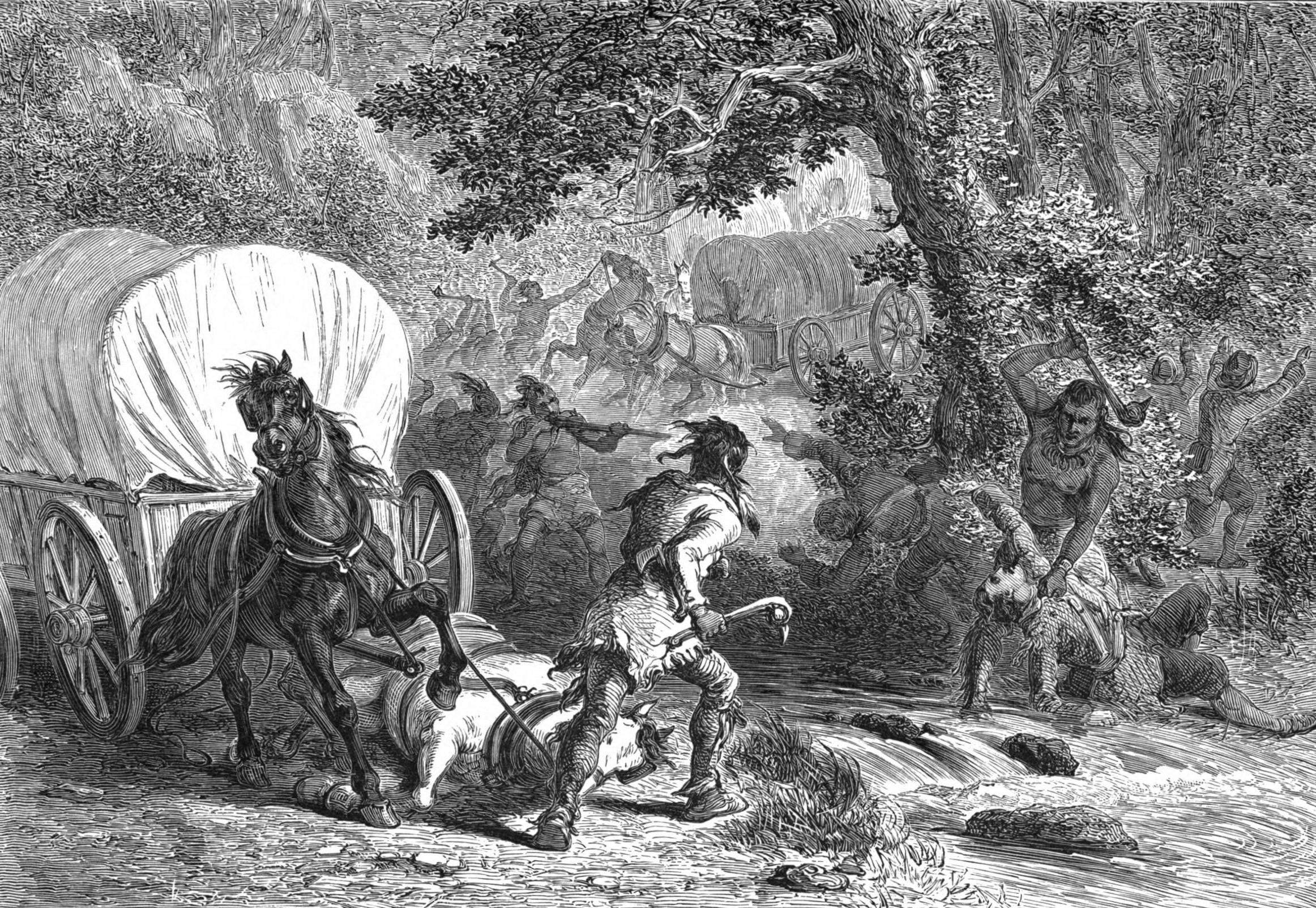
Porážka Angličanů v bitvě u Krvavého potoka v září 1675, jednoho ze střetnutí války krále Filipa

### Metacomovo povstání
Tento rozsáhlý konflikt většiny novoanglických kmenů s tamějšími osadníky se odehrál v letech 1675-1676 (někde až 1678). Podle jeho vůdce, náčelníka Metacoma, nazývaného král Filip, byla nazývána válka krále Filipa. Indiáni využívali znalosti terénu a dobrou vybavenost evropskými zbraněmi a zprvu slavili značné úspěchy. Začátkem léta 1676 se však situace obrátila. Indiánům docházely zásoby a Angličané v boji využívali množství spojeneckých Indiánů jako zvědů. V jižních oblastech válka skončila začátkem podzimu 1676, na severu trvaly menší boje ještě dva roky. Ztráty na životech a materiální škody byly obrovské. Angličané měli minimálně 1000 mrtvých z toho 2/3 vojáků padlo přímo v boji. Více než tucet měst lehlo popelem, přibližně dvacet dalších bylo poškozeno; samoty a malé vesnice byly téměř do kořene vyvráceny. Domorodci pobili velkou část dobytka (8000 kusů). Konflikt uvrhl kolonie do hluboké sociální a ekonomické krize, z níž se vymanily až počátkem 18. století. Indiáni však ztratili asi pětkrát více lidí a přestali působit jako politická síla, na kterou by osadníci museli brát ohled.

### Baconovo povstání
Tato koloniální občanská válka proběhla v roce 1676 na hranicích Marylandu a Virginie. Spouštěčem byly útoky indiánských kmenů Susquehannocků a Doegů na osadníky (někdy se uvádí samostatně jako druhá válka se Susquehannocky, 1675-1676). Výsledkem bylo zřízení vůbec prvních indiánských rezervací (pro každý kmen zvlášť) na území Virginie v roce 1677, kdy Cockacoeske, považovaná za nejvyšší náčelnici v té době velmi oslabené Powhatanské konfederace, podepsala smlouvu, podle níž si Indiáni podrželi právo lovu mimo rezervace.

### Válka krále Viléma
V této první imperiální válce mezi Francií a Anglií v letech 1688-1697 bojovaly na obou stranách různé indiánské kmeny. Větší podporu měli tradičně Francouzi, kteří nebyli tak početní, nevyvíjeli tlak na indiánskou půdu, intenzivně s nimi obchodovali a dokázali s domorodci obratně jednat. Liknavá politika a vojenská neschopnost Anglie způsobila, že jejich jediní významnější indiánští spojenci Irokézové raději uzavřeli s Francouzi v Montrealu v roce 1701 smlouvu o budoucí neutralitě, kterou v dalších desetiletích (s výjimkou Mohawků) v zásadě dodržovali.

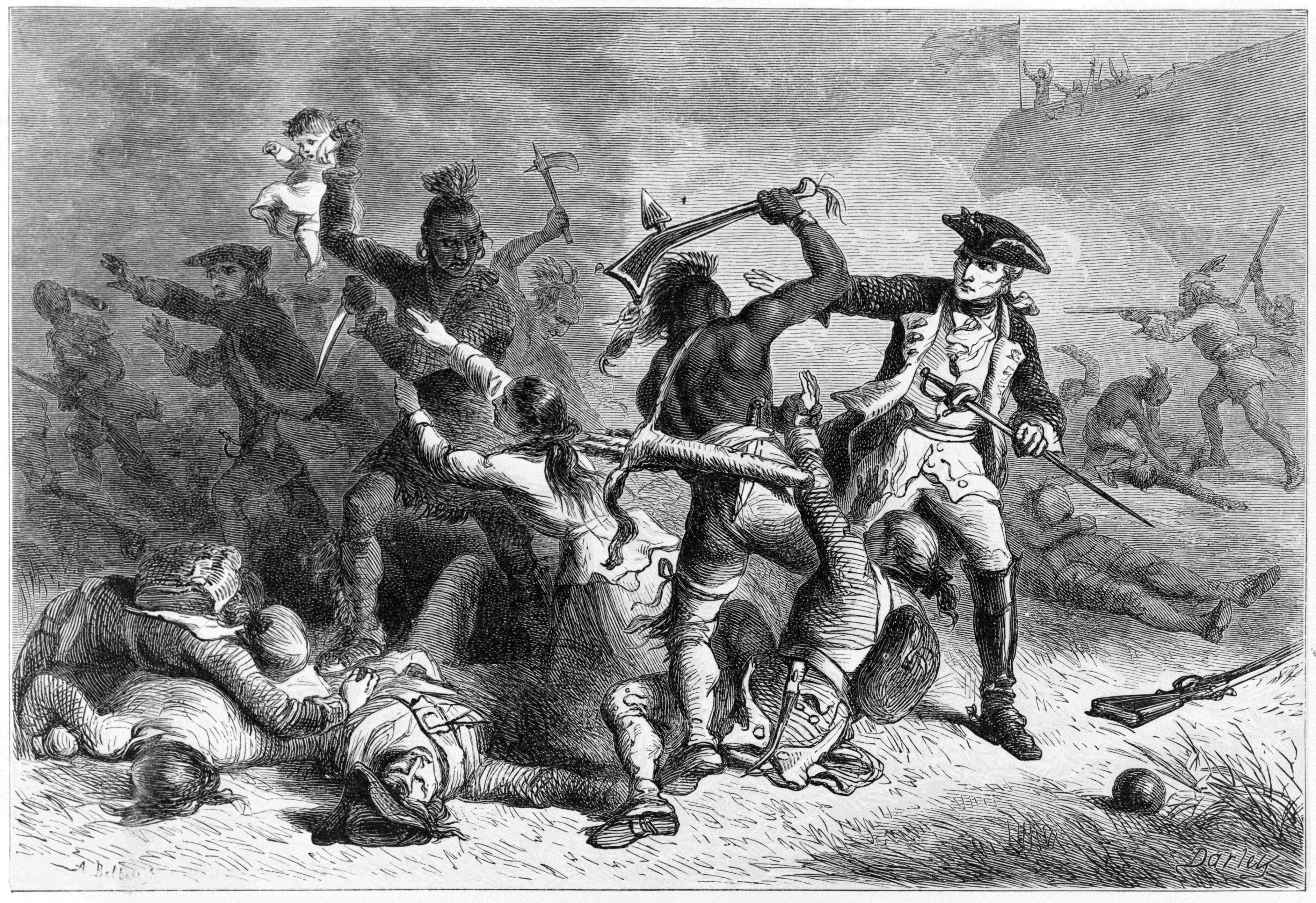
Markýz Louis-Joseph de Montcalm se snaží zabránit indiánským spojencům v masakrování britských zajatců po obléhání pevnosti William Henry v roce 1757 za francouzsko-indiánské války. Idealizovaná představa z 19. století

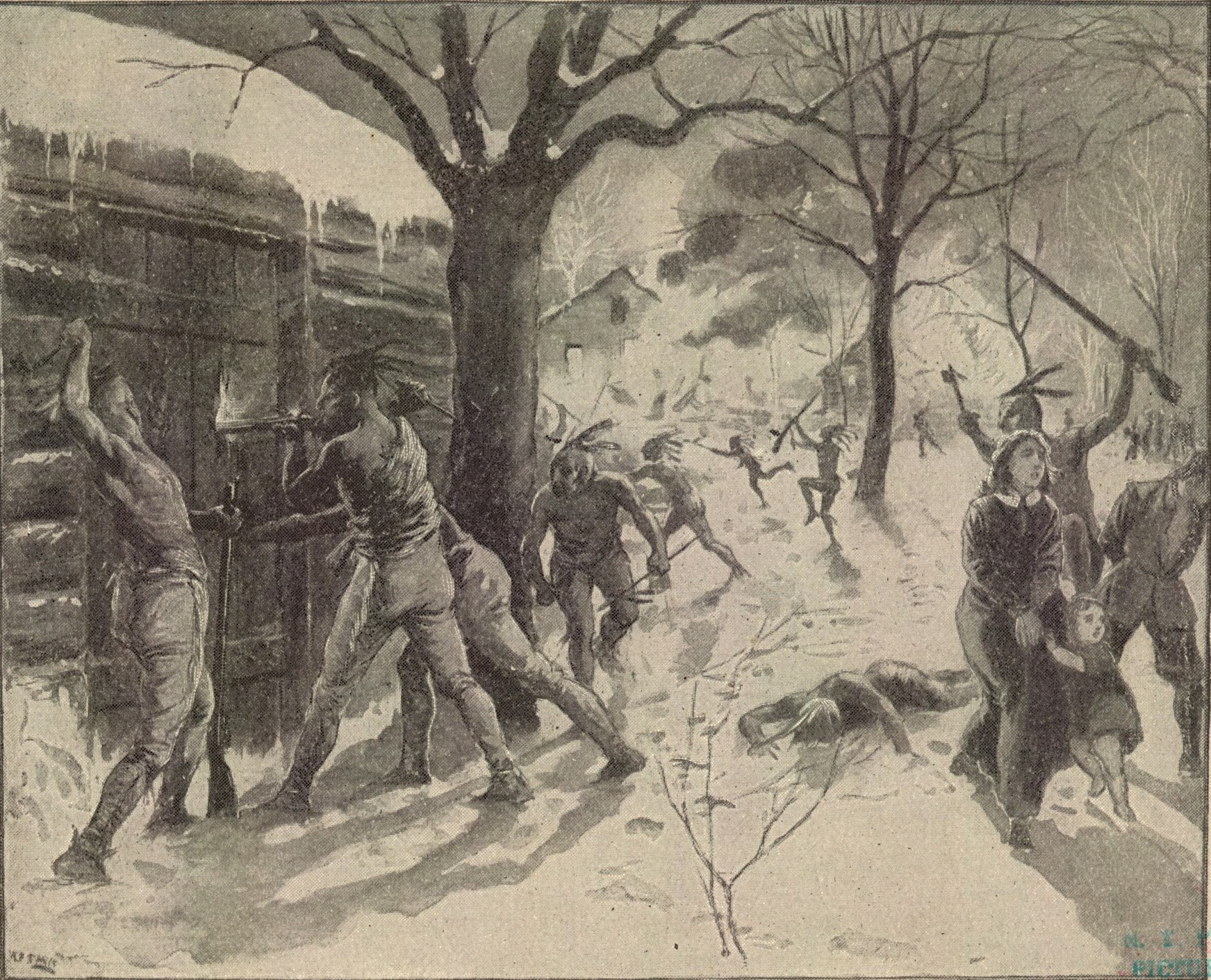
Útok kanadských Indiánů na Deerfield v roce 1704 (Kresba z roku 1900)

## 18. století
Pronikání bělochů na západ nabralo na intenzitě, přesto územní expanze znovu nebyla jedinou příčinou válek (například Pontiacova vzpoura nebyla způsobena spory o území, ale především netaktní britskou politikou). Indiáni si nicméně začali uvědomovat, že jim hrozí trvalá ztráta území a případně "suverenity" a snažili se organizovat do větších celků, které by dokázaly lépe čelit euroamerické materiální, organizační a nyní už i početní převaze. To se projevilo za války s kmenem Yamasee, během Pontiacova povstání a za severozápadní války. Ve všech těchto konfliktech utrpěli běloši množství porážek a převahu získali jen za cenu těžkých ztrát a nasazením značných sil. Indiáni se kromě toho pokoušeli využít ve svůj prospěch nepřátelství mezi jednotlivými bělošskými národy. Ve francouzsko-indiánské válce tak většina domorodců podporovala početně slabší a přátelštější Francouze proti Britům. Naopak během americké války za nezávislost stála větší část domorodců na pro ně přijatelnější britské straně. Přesto byly indiánské úspěchy jen dočasné. Výsledkem bojů v 18. století bylo posunutí faktické hranice do oblasti Velkých jezer, západního Ohia a místy až k řece Mississippi.

### Válka královny Anny
Evropská válka o španělské dědictví se v Americe nazývá válka královny Anny (1702-1713). Jednalo se o druhý ze série francouzsko-britských imperiálních konfliktů v Severní Americe. Opět se do bojů zapojili na obou stranách Indiáni. Známou akcí provedenou kombinovanými silami kanadských Francouzů a spojeneckými Indiány byl útok na novoanglický Deerfield v roce 1704. Tento přepad stál anglické kolonisty 56 mrtvých a 112 zajatých. Válka skončila Utrechtským mírem potvrzujícím územní ztráty Francouzů.

### Válka s Tuscarory
V Severní Karolíně došlo v letech 1711-1715 ke konfliktu mezi britskými, nizozemskými a německými osadníky a irokézským kmenem Tuscarorů. Výsledkem byla porážka domorodců, jejich následná migrace a začlenění do Irokézské ligy.

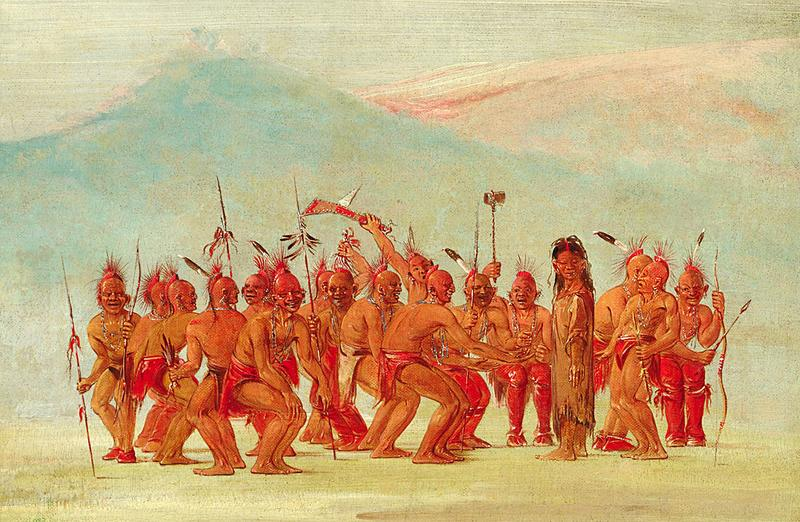
Bojovníci Lišek během rituálního tance

### Války s kmenem Lišek
Jednalo se o dvě války, které vedli Francouzi a jejich spojenci Ottawové, Huroni, Potawatomiové a další s kmenem Lišek (Foxové) a jejich spojenci Mascouteny a Kickapuy. Proběhly v letech 1712-1716 a 1728-1733. Příčinou první války bylo vzrůstající přelidnění a napětí okolo pevnosti Detroit. Na pozvání Francouzů se v roce 1710 k Detroitu přesunula část Lišek a Mascoutenů, což byly kmeny zřejmě oprávněně považované v oblasti Velkých jezer za lupiče a potížisty. Francouzi věřili, že je zde "zkrotí". Ostatní již dříve zde usazené kmeny se s nimi ale dostaly do konfliktu. Záhy se do bojů zapojili i Francouzi. Ti zorganizovali v roce 1716 velkou výpravu proti palisádové pevnosti Lišek u Green Bay, která je donutila k uzavření příměří. Příčinou druhé války bylo neutuchající nepřátelství Lišek vůči Francouzům a jejich útoky na kolonisty a francouzské indiánské spojence. Lišky byly v bojích drtivě poraženy a přišly o mnoho stovek svých příslušníků. Zbytky kmene v počtu asi 500 lidí se pak stáhly k Saukům, kteří je de facto začlenili do své komunity.

### Válka s kmenem Yamasee
Válka s kmenem Yamasee proběhla v letech 1715-1717 v Jižní Karolíně. Na jedné straně stáli britští kolonisté a na druhé množství kmenů a skupin (Muscogee = Kríkové, Cherokee, Chickasaw, Catawba, Apalachee, Apalachicola, Yuchi, Savannah River Shawnee, Congaree, Waxhaw, Pee Dee, Cape Fear, Cheraw) v čele s kmenem Yamasee. Indiáni zničili mnoho osad a pobili stovky kolonistů. V roce 1716 se na stranu Britů přidali Čerokíové (Cherokee) a rok nato byl uzavřen křehký mír. Jednalo se o jednu z nejkrvavějších indiánských válek vůbec, která připravila Jižní Karolínu o 7 % populace a vážně tuto kolonii oslabila.

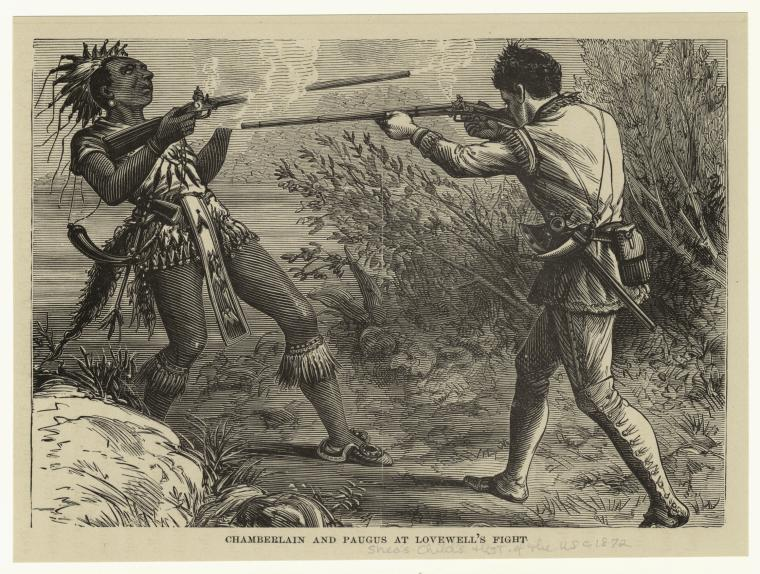
Smrt náčelníka Pauguse během bitvy u Pequawketu v závěru Dummerovy války v roce 1725.

### Války s Načezy
Francouzi sice udržovali relativně bezkonfliktní vztahy s naprostou většinou indiánských etnik, ale přesto se ani oni nevyhnuli několika válkám. Kromě konfliktu s Liškami svedli přibližně ve stejné době na dolním toku Mississippi několik válek s Načezy (Natchez). Načezové byli starobylé hierarchicky uspořádané etnikum usazené na území dnešního státu Mississippi. Konflikty s Francouzi vznikly většinou z důvodů několika vzájemných vražd a následné pomsty a první tři (1716, 1722, 1723) se podařilo poměrně rychle vyřešit. V roce 1729 oznámili Francouzi části Načezů (vesnici Bílé jablko), že budou z důvodu zřízení tabákové plantáže odstěhováni ze svého území. Odpovědí byl nenadálý masivní útok na francouzské osady (29. listopad 1729), při němž kolonisté ztratili přes 240 lidí. Francouzi však situaci ustáli, na jejich stranu se přidali i bojovníci kmenů Tunica a Čoktavů (Choctaw), a do roku 1731 se jim podařilo Načezy rozprášit. Část Načézů byla zajata a odvezena do otroctví na Haiti, zbytek kmene se poté přestěhoval dál na sever, kde se spojil s Kríky a Čikasavy (Chickasaw).

### Dummerova válka
Tento konflikt nazývaný též "válka otce Ralea" (Father Rale's War) proběhl v letech 1722-1725 v severní Nové Anglii a Novém Skotsku. Na jedné straně stáli britští osadníci z Maine a na druhé straně indiánští spojenci Nové Francie sdružení v konfederaci Wabanaki (Mikmakové, Maliseeti, Abenakové). Válku způsobilo pronikání britských osadníků na severovýchod, kterému se snažili zabránit místní Indiáni spolu s francouzskými misionáři. Zatímco v Maine získali Britové jednoznačnou převahu a upevnili své pozice, v Novém Skotsku si domorodci načas podrželi svou nezávislost a svou zem.

### Válka krále Jiřího
Americké dějství válek o rakouské dědictví nese jméno britského krále a trvalo v letech 1744-1748. Indiáni se opět aktivně účastnili především nájezdů na britské osady. Nejznámějším z těchto útoků se stalo napadení Saratogy v listopadu 1744.

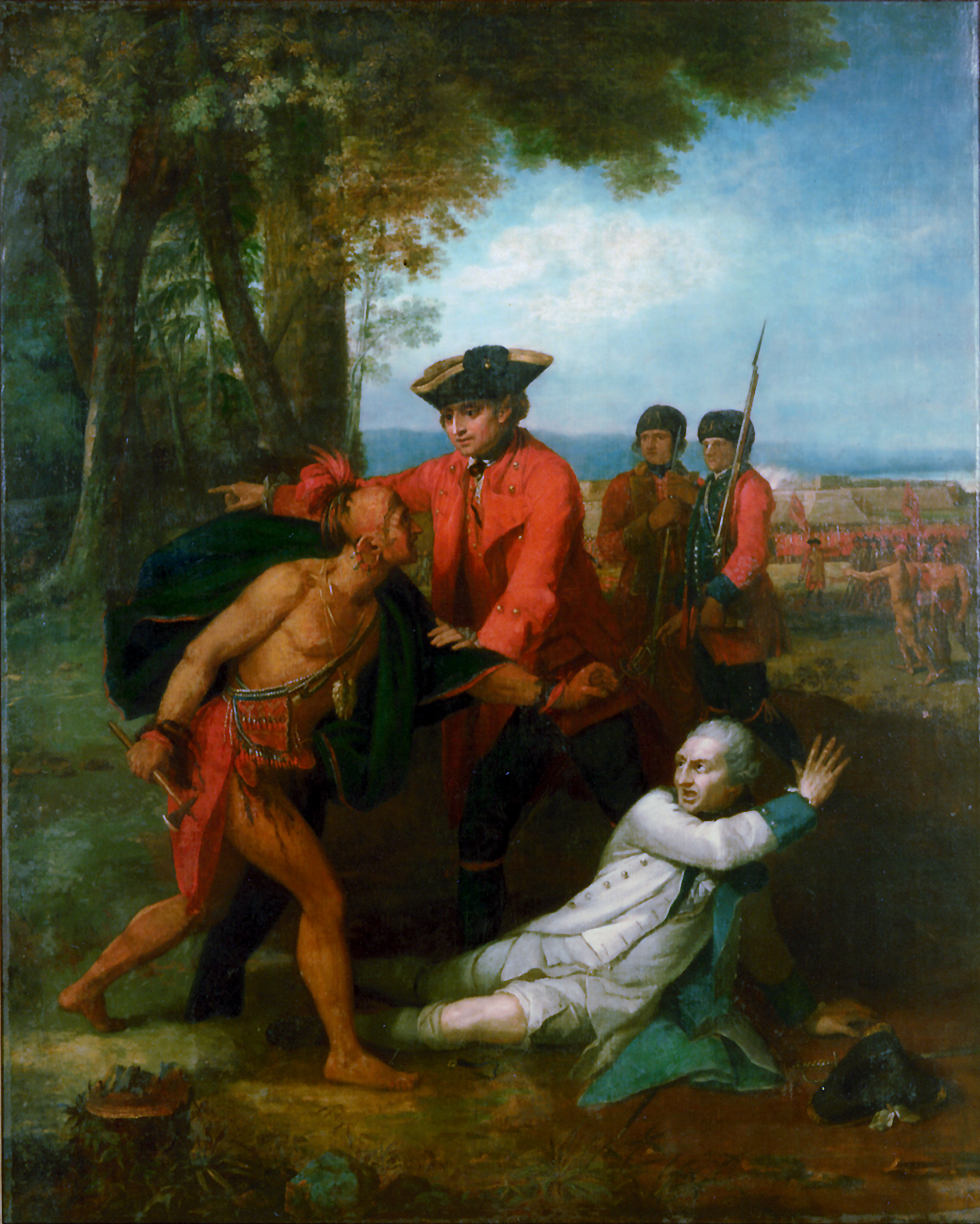
Britský generál Johnson chrání zajatého barona Dieskaua před hněvem Indiána, zřejmě Mohawka, po bitvě u jezera Jiří v roce 1755. Obraz Benjamina Westa.

### Válka otce Le Loutrea
Tento konflikt přímo předcházel francouzsko-indiánské válce. Vypukl v roce 1749 a odehrával se v oblasti Akádie (Nový Brunšvik a Nové Skotsko). Zúčastnili se ho Indiáni kmenů Mikmak (Mi'kmaq) a Maliseet a francouzští Akaďané, kteří se pokusili zabránit pronikání Britů do této oblasti. Britům se přesto podařilo vztyčit několik pevností a roku 1755 vyhnat většinu Francouzů z Akádie (tzv. Grand Dérangement - Velké vykořenění).

### Francouzsko-indiánská válka
Sedmiletá válka začala v Americe téměř o dva roky dříve než v Evropě, ale trvala zde jen do roku 1760. Na rozdíl od předchozích konfliktů měla francouzsko-indiánská válka naprosto zásadní význam pro další směřování historického vývoje kontinentu. Do soupeření Velké Británie a Francie se znovu přimíchalo množství indiánských kmenů, a i když zpočátku hrály významnou úlohu (Braddockova porážka u Monongahely v roce 1755), jejich účast postupně ztratila na důležitosti. Hlavní bitvy byly vybojovány klasickými evropskými bojovými postupy čili poměrně rozsáhlými přímými střety pravidelných armád. Ztrátou Quebecu a Montrealu přišla Francie natrvalo o svá území v Kanadě. Mnozí Indiáni ztratili zásadního spojence proti britskoamerické rozpínavosti.

### Britsko-čerokíská válka
K britsko-čerokíské válce došlo v letech 1758-1761 v Jižní Karolíně a Virginii. Ačkoli byli Britové a Čerokíové (Čerokézové, Cherokeeové) během francouzsko-indiánské války nejprve spojenci, podezíraly se obě strany ze zrádných úmyslů. Napětí přerostlo v roce 1758 v konflikt. Indiáni napadali britské osídlení, dobyli mj. Fort Loudoun, ale několik větších vojenských výprav je donutilo uzavřít mír.

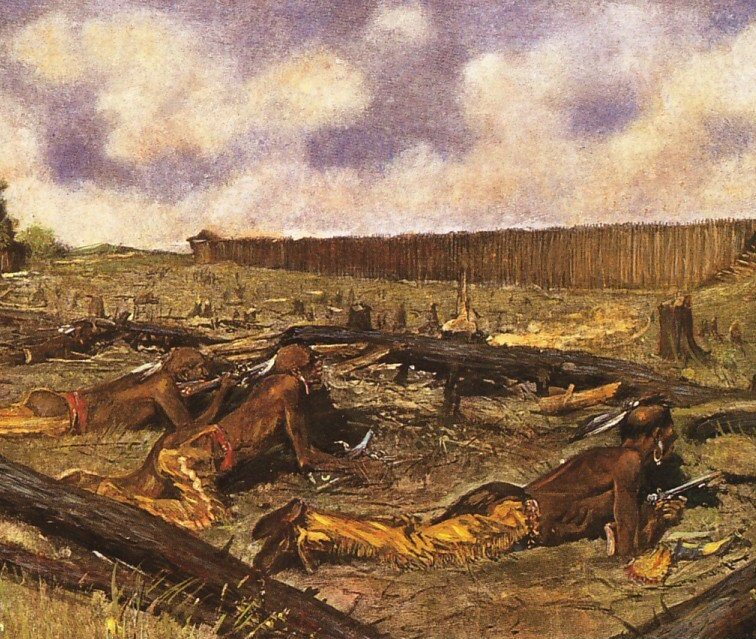
Indiáni obléhají pevnost Detroit v roce 1763. Na rozdíl od mnoha jiných britských pevností tato Indiánům odolala

### Pontiacovo povstání
Pontiacovo povstání probíhalo v návaznosti na ukončení bojů v Severní Americe mezi Francouzi a Brity v letech 1763 – 1766. Jednalo se o reakci Indiánů na britskou politiku v oblasti Velkých jezer a na rozmáhající se domorodé protibělošské hnutí. Počáteční úspěchy nezvykle dobře organizovaných útoků algonkinských kmenů (dobytí mnoha pevností a tvrzí) neměly dlouhého trvání, ale na druhou stranu se v zásadě udržel status quo ante bellum a Britové nevybudovali nové opevněné pozice.

### Válka lorda Dunmora
Válka lorda Dunmora byla konfliktem mezi kmeny Šónýů (Shawnee) a Mingů na jedné straně a kolonií Virginie na straně druhé. Došlo k ní v roce 1774 a je pojmenována po guvernérovi Virginie. Příčinou bylo britské (americké) pronikání do jižní části údolí řeky Ohio a následné indiánské nájezdy na skupiny osadníků a lovců. Válka skončila po virginském vítězství v bitvě u Point Pleasant 10. října 1774. Indiáni dočasně rezignovali na zastavení bělošské expanze do oblasti jižně od Ohia.

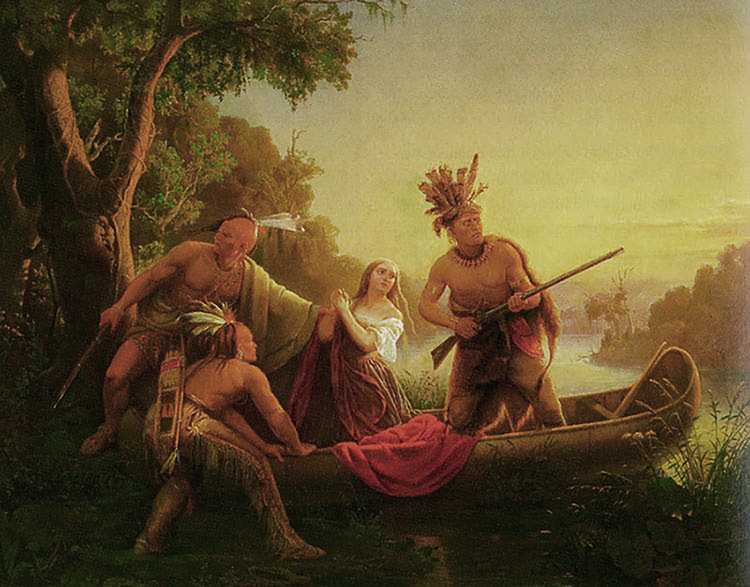
Únos dcery Daniela Boona domorodci z kmene Čerokí nebo Šóný v červenci 1776

### Chickamaugské války
Chickamaugské války probíhaly v letech 1776-1794. Je tak označována série nájezdů, přepadů a bitev vedených Čerokíji, Kríky (Muscogee) a Šónyi a jinými Indiány proti americkým osadníkům během americké války za nezávislost a v letech následujících. Čerokíové bojovali nejprve jako spojenci Britů a po roce 1786 jako členové tzv. Západní konfederace, domorodého uskupení, které vedlo tzv. severozápadní indiánskou válku.

### Severozápadní indiánská válka
Severozápadní indiánská válka byla způsobena tím, že Britové po americké válce o nezávislost přenechali „kontrolu“ nad územím mezi Mississippi a Apalačským pohořím Američanům. Tamější indiánské kmeny se však postavily pronikání amerických osadníků, kterým do té doby Británie neumožňovala se na území příliš usazovat. Probíhala v letech 1785-1795. Indiánské kmeny byly po počátečních úspěších poraženy a musely se zříct velké oblasti v povodí Ohia. Válka stála Američany přibližně 1 700 mrtvých a zraněných.

## První polovina 19. století
V roce 1803 koupily Spojené státy od Francie Louisianu a tím se před dynamicky expandujícím státem otevřela cesta na západ. Bylo jen otázkou, jakou formou Američané s touto výzvou naloží. V letech 1804–1806 podnikli badatelé Lewis a Clark cestu napříč kontinentem, která přinesla první přesnější představy o území daleko na západě. Měli s sebou také několik indiánů, které používali jako tlumočníky. Stali se tak jedněmi z prvních bílých lidí, kteří se setkali s obyvateli severozápadu, jako byli Činúkové, Tlingitové a Haidové. Američanům se začalo otevírat obrovské území západně od řeky Mississippi, kde sídlilo množství indiánských kmenů a skupin, které už o existenci bílých mužů většinou věděly. Zatím však Američané nedokončili ani obsazování a kolonizaci území východně od této řeky. Stále zde žilo několik desítek kmenů, které byly připraveny bránit se pronikání bělošských vojáků a osadníků. Převaha Američanů se stala již velmi výraznou ve všech směrech. Jedna z mála šancí, kterou Indiáni měli, bylo využít nepřátelství mezi USA a Brity ve svůj prospěch, o což se také někteří pokusili.

### Tecumsehova válka

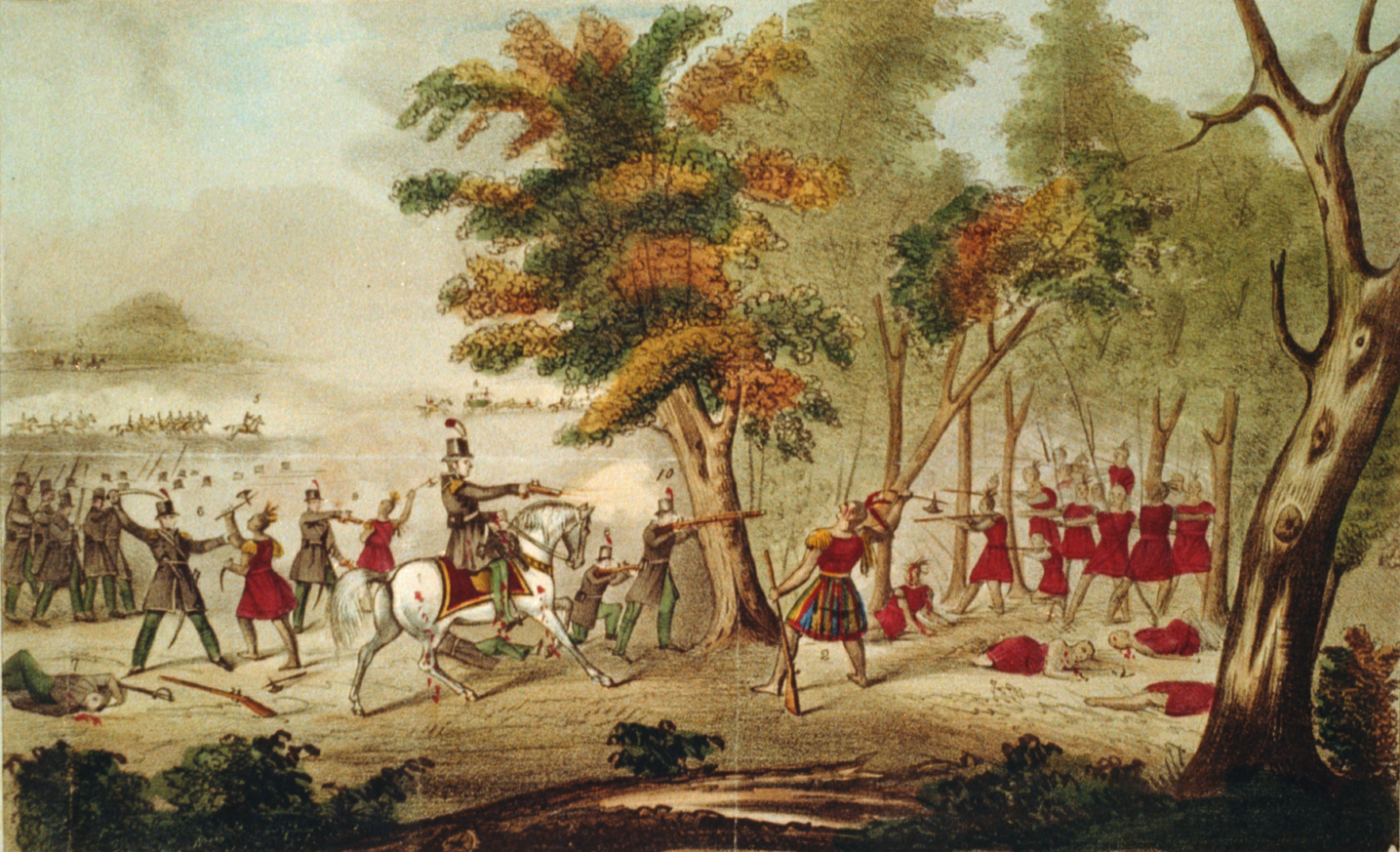
Tecumsehova smrt v bitvě na Temži 5. října 1813

Začátkem 19. století si podporu etnik z oblasti velkých jezer a Ohia získal náčelník Šónýů Tecumseh. Jeho neúnavné cestování a přesvědčování umožnilo vytvoření velké spojenecké konfederace mnoha kmenů. Bohužel od kmenů jihovýchodu získal jen malou pomoc v podobě části Kríků. Tecumsehovi válečníci se s Američany poněkud předčasně střetli v roce 1811 u řeky Tippecanoe, byli však poraženi (Tecumseh se bitvy neúčastnil). V roce 1812 vypukla mezi Brity a USA válka o hranice mezi USA a Kanadou. Indiáni viděli v Britech spojence v zápase o udržení svého území, a mnoho z nich se do války zapojilo. Hlavním indiánským spojencem Britů byl Tecumseh (získal dokonce hodnost generála) a bojovníci z jeho konfederace. Ti pomohli Britům zajmout pevnost Detroit a podíleli se na mnoha dalších akcích. V roce 1813 však Tecumseh padl v bitvě na Temži (nyní Chatham, Ontario). Výsledkem byl faktický rozpad konfederace. Vzhledem k tomu, že válka mezi Velkou Británií a Spojenými státy skončila nerozhodně (nepočítaje velmi malé reparace USA kvůli tomu, že vyhlásili válku oni), začali mnozí domorodí obyvatelé utíkat do Kanady.

### Válka Kríků

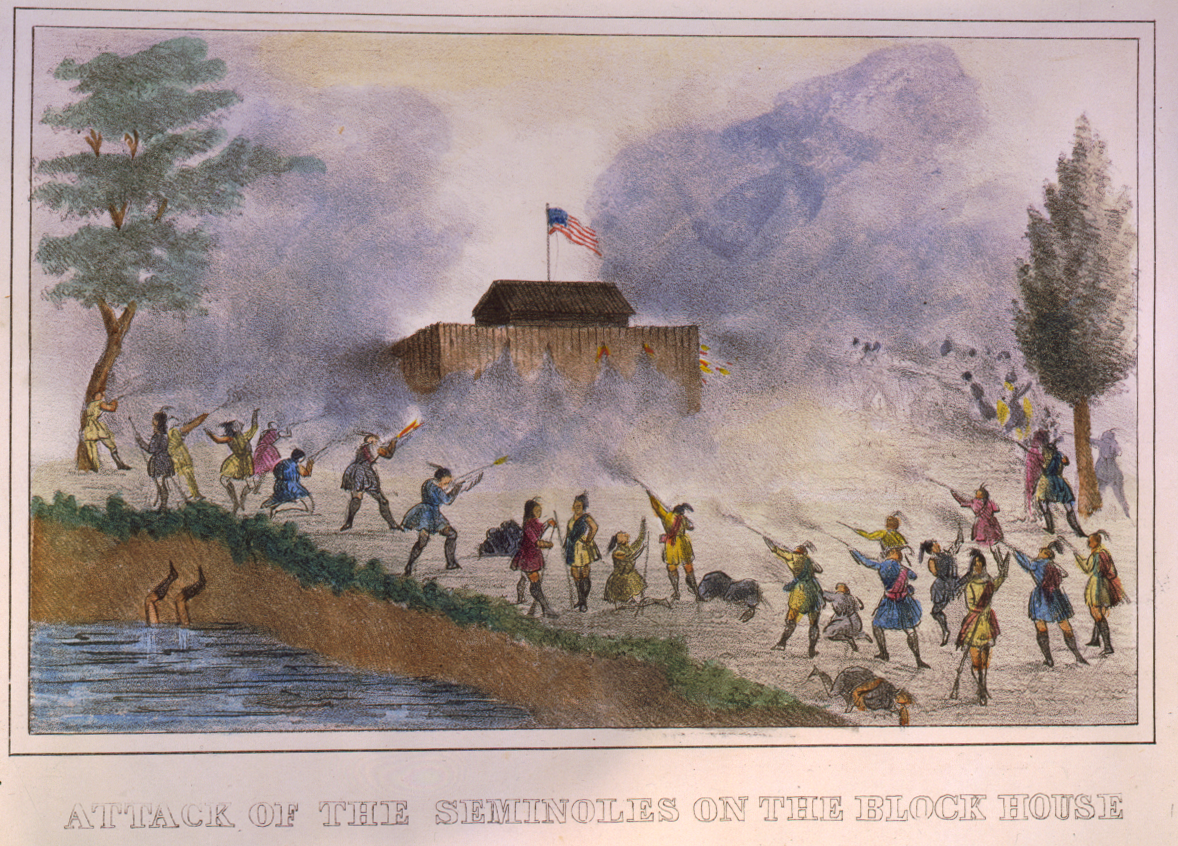
Útok Seminolů na americkou tvrz, litografie z roku 1837

Tento konflikt proběhl v době druhé britsko-americké války v letech 1813–1814. Začal jako občanská válka uvnitř kmene Kríků ("Red Sticks" Kríkové nazvaní podle červených rituálních palic proti Dolním Kríkům), ale poté přerostl ve válku mezi "Red Sticks" Kríky a Američany. Američanům pomáhali i Dolní Kríkové, Čerokíové a Čoktavové (Choctaw). V bitvě u Horseshoe Bend v březnu 1814 připravily jednotky Američanů a jejich spojenců "Red Sticks" Kríkům drtivou porážku, v níž zabili přes 800 domorodců. Ti museli rezignovat na další odpor. Výsledkem byla smlouva z Fort Jackson (9. srpen 1814), podle níž Kríkové odstoupili USA obrovské území (93 000 km²) v Alabamě a Georgii. Andrew Jackson, který tuto dohodu připravil, nebral ohledy na to, že šlo i o část území amerických spojenců v této válce - Čerokíů a Dolních Kríků.

### První seminolská válka

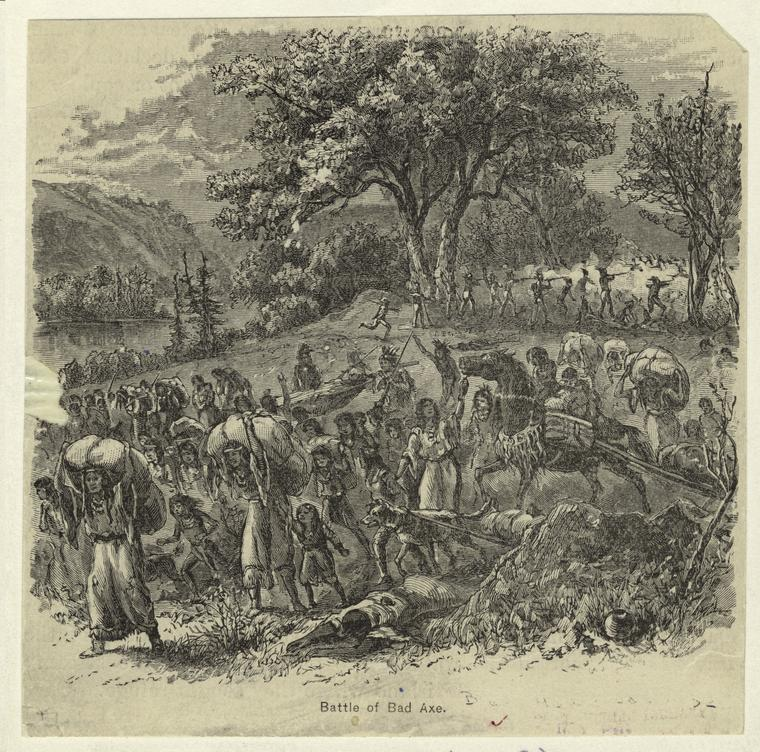
Bitva u Bad Axe, závěrečné střetnutí války Černého jestřába, bylo velmi jednostranné a stálo životy nejméně 150 Indiánů

Seminolové byli jakousi směsicí několika indiánských etnik, především Kríků, a černochů usazených na Floridě v průběhu 18. století. V roce 1814 začali první ze tří válek proti armádě a osadníkům USA. Válka proběhla ještě v době, kdy byla Florida španělská, ale pronikali sem už američtí "squateři" a armáda. Jednou ze záminek bylo i to, že Indiáni mezi sebe ochotně přijímali černé otroky uprchlé z plantáží v Georgii. V roce 1821 získaly USA Floridu. Boje byly dočasně přerušeny a v roce 1823 uzavřeli Seminolové s Američany dohodu, podle níž získali pod svou kontrolu poměrně rozsáhlé území (16 000 km²) v centru poloostrova.

### Válka s Arikary
Válka s Arikary proběhla v roce 1823 na území dnešní Jižní Dakoty a šlo o první konflikt armády Spojených států s Indiány západně od řeky Mississippi. Příčinou byly spory ohledně kožešinového obchodu. Arikarové napadli členy Missouri Fur Company a několik jich zabili. Americká armáda podporovaná Siouxy provedla kárnou expedici a Arikary porazila. Arikarové zprvu vyjednávali, ale pak uprchli a mír uzavřeli až v roce 1825. Později se přidali k Mandanům a Hidatsům.

### Válka s Winnebagy
Válka s Winnebagy byla drobným konfliktem, k němuž došlo v roce 1827 na území dnešního státu Wisconsin. Winnebagové napadli americké osadníky, kteří na jejich území hledali olovo. Výsledkem krátké války byla dohoda, v níž Winnebagové za každoroční poplatek postoupili Američanům oblast, kde se olověná ruda nacházela.

### Válka Černého jestřába

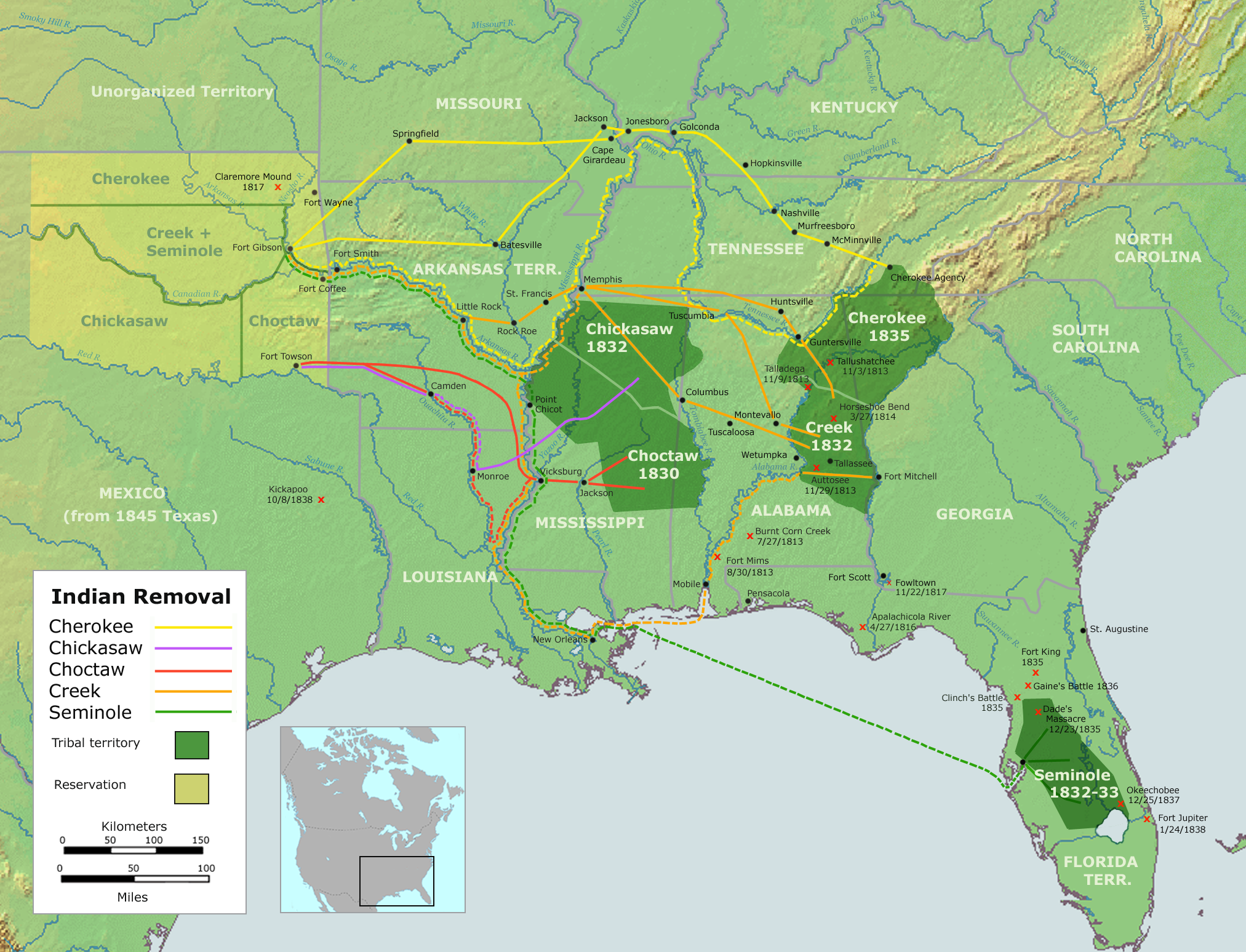
Mapa přesunu Indiánů v rámci Indian Removal Act ze 30. let 19. století

Černý jestřáb byl válečný náčelník kmene Sauků. Již v britsko-americké válce se s bojovníky svého kmene a s příbuznými Foxy zúčastnil bojů na britské straně a počínal si velmi aktivně. Krátce po uzavření míru mezi Brity a vládou USA (prosinec 1814) pokračoval v bojích. V roce 1815 napadli jeho bojovníci skupinu rangerů (bitva u Sink Hole neboli bitva na Psí prérii). V roce 1816 uzavřel Černý jestřáb s Američany mír, který trval 15 let. Mezitím, na základě smlouvy z roku 1804, postoupila větší část Sauků a Foxů své původní kmenové území v Illinois Američanům a v roce 1828 většina z nich odešla na západ za řeku Mississippi. Černý jestřáb a jeho přívrženci zvaní "Britská tlupa" s touto smlouvou nesouhlasili a nehodlali se smířit se ztrátou své domoviny. Po několika nenásilných demonstracích svého nesouhlasu v letech 1830-1831 se "Britská tlupa" v počtu asi 1500 lidí (z toho přibližně 500 bojovníků) přesunula začátkem roku 1832 do Illinois, kde měla v plánu získat indiánské spojence. V květnu 1832 se část bojovníků střetla s jednotkou americké milice, kterou rozprášila. Tím začal konflikt zvaný válka Černého jestřába. Následovalo několik srážek a přepadů, kdy bojovníci Černého jestřába (kromě Sauků a Foxů šlo o část Winnebagů, Potawatomiů, Ottawů, Kickapooů a dalších) napadali americké tvrze a osady. Americké jednotky tvořené převážně milicí Indiány pronásledovaly a v létě 1832 jim uštědřily dvě drtivé porážky, které válku ukončily - bitva u Wisconsinských výšin (Wisconsin Heights) a bitva u Bad Axe. Černý jestřáb byl následně zajat a spolu s dalšími náčelníky vzat na "inspekční" cestu po Spojených státech, aby pochopil, že bojovat nemá smysl.

### "Indian Removal Act"

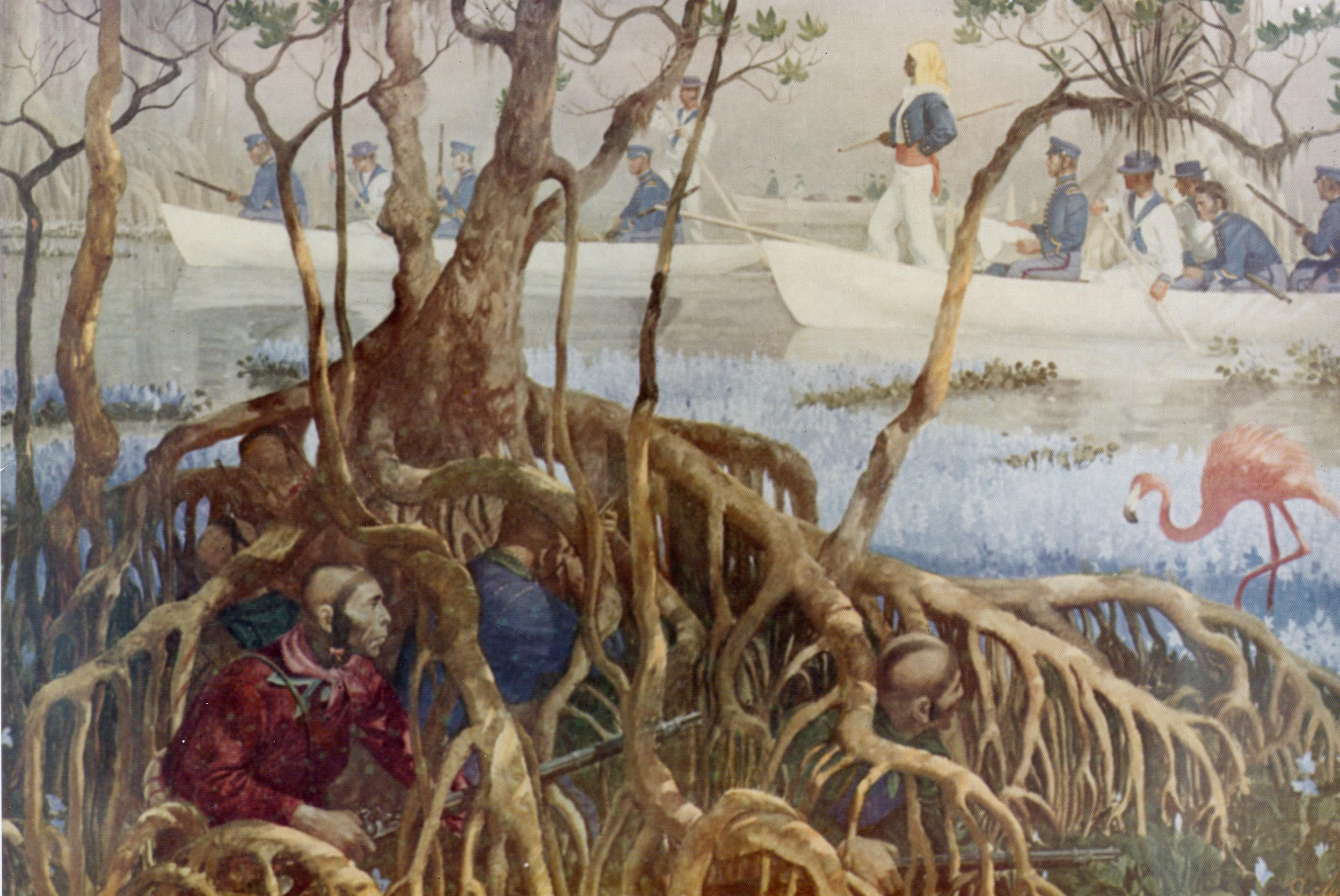
Americká námořní pěchota pátrá po bojovnících Seminolů v mangrovových porostech

V roce 1830 podepsal prezident USA Andrew Jackson zákon o přesunu Indiánů na západ, který se nazýval Indian Removal Act. Všechny kmeny žijící na jihovýchodě především ve státech Georgie, Alabama, Tennessee, Mississippi a Florida se měly "dobrovolně" vystěhovat do oblastí rezervací na západ od řeky Mississippi do dnešní Oklahomy, kde vzniklo tzv. Indiánské teritorium. Ty, které odmítaly, byly obklíčeny a dovedeny pod dohledem armády Spojených států. Tento přesun, který probíhal na několik etap a vedl mnoha cestami se nazýval Stezka slz (Trail of tears). Odsuny trvaly až do roku 1847 a přesunuto bylo přes 50 000 Indiánů z tzv. Pěti civilizovaných národů (Kríkové, Čerokíové, Čoktavové, Čikasavové a Seminolové). Odhaduje se, že během té doby zemřelo nejméně 8 000 ale možná až 17 000 domorodců (nemoci, vysílení, násilnosti). Američané takto získali asi 100 000 km² území.

### Válka s Kríky z roku 1836
Krátký konflikt, který následoval poté, co část Kríků začala napadat spekulanty s půdou a squattery, kteří se je snažili podvodně připravit o území. Výsledkem bylo armádou zajištěné nucené přesunutí Kríků na západ v rámci zákona Indian Removal Act.

### Druhá seminolská válka
Jedni z mála, kteří se přesunu na západ nepodvolili bez boje, byli Seminolové. Odmítli opustit své území, vláda USA musela nasadit armádu a teritorium Florida milici. Začala tzv. druhá seminolská válka. Šlo o jednu z nejúspěšnějších indiánských válek a zároveň pro americkou stranu nejnákladnější boj s Indiány vůbec. Boje probíhaly v letech 1835-1842 a stály americkou stranu asi 1600 mrtvých vojáků (většinou následkem nemocí) a neznámé množství civilistů. Seminoly vedli slavní náčelníci Osceola (Asi-Yahola), Micanopy, Billy Bowlegs a další. Američané nakonec dosáhli Pyrrhova vítězství a přesunuli přes 3 000 Indiánů na západ. Nicméně ti co zůstali, pokračovali později v odporu. Výsledkem byla třetí seminolská válka, která trvala až do roku 1858. V té době žilo na Floridě už jen několik stovek Seminolů. Tento kmen je jeden z mála, který nikdy neuzavřel s vládou Spojených států mírovou smlouvu a mnozí floridští Seminolové se dodnes považují za neporažený svobodný národ.

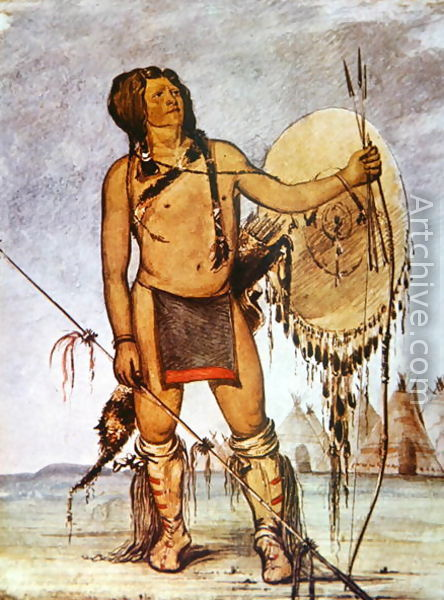
George Catlin - Komančský bojovník (1835). Komančové patřili k nejbojovnějším indiánským kmenům. Byli nazýváni "Páni jižních plání".

## Druhá polovina 19. století
Stále více bílých Američanů mířilo na západ, a tak se vytvořily ve 40. letech 19. století stezky, vedoucí napříč prériemi a lovišti kmenů, které zde žily. Některé kmeny se k cestujícím chovaly nepřátelsky, zatímco jiné jim pomáhaly, protože věděly, že jen procházejí a míří do jiných krajů. Když ale byla napříč prériemi postavena železnice, situace se začala měnit. Do oblasti se přistěhovali horníci, dobytkáři a sedláci. Výsledkem bylo období uzavírání smluv mezi etniky obývajícími prérie a vládou USA. Domorodí Američané podepisovali dohody, které však kolonizátoři často porušovali. Vláda USA byla přesvědčena o tom, že nejlepší možností pro domorodé Američany je soustředit je do rezervací, kde by mohli mít vlastní půdu a začít sedlačit jako osadníci. Postoj, který zaujímali k této myšlence domorodí Američané, shrnul náčelník Siouxů Velký orel, který řekl: “Bílí lidé se stále snažili přimět indiány, aby se zřekli svého způsobu života a žili jako oni. To Indiáni neuměli a každopádně ani nechtěli“. Pokud si Indiáni chtěli zachovat svou lovecko-sběračsko-válečnickou kulturu náročnou na prostor, museli se nevyhnutelně střetnout s osadníky a armádou. Převaha Američanů byla již tak zdrcující, že nebylo otázkou kdo zvítězí, nýbrž za jakých podmínek a za jak dlouho Indiáni prohrají.

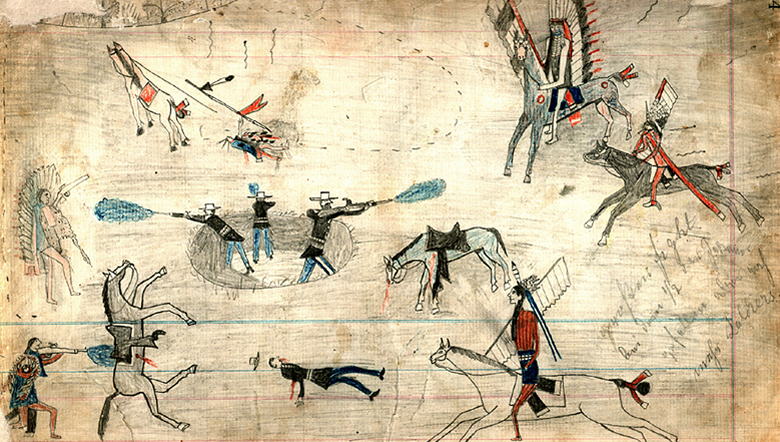
Bitva mezi kavaleristy a Kajovy v roce 1874 indiánským pohledem

### Texasko-indiánské války
V roce 1836 vznikl na jihozápadě Severní Ameriky nový stát Texaská republika. Prakticky záhy navázal na konflikty s různými indiánskými etniky z let minulých. Hlavními domorodými soupeři Texasanů se stali mocní Komančové, následovaní Kajovy (Kiowové). Války začaly už v roce 1820, kdy bílí osadníci vyhubili mírumilovné indiány kmene Karankawa, žijící u pobřeží v oblasti dnešního Houstonu. Boje pokračovaly i po anexi Texasu Spojenými státy v roce 1845 a skončily až v roce 1875, kdy poslední vzdorující Indiáni z jižních plání odešli do rezervace v Oklahomě. Na straně bělochů bojovali také indiáni nepřátelští Komančům, zejména Tonkawové a v některých případech i Lipan Apačové - působili hlavně jako zvědové a stopaři. Boje se vyznačovaly značnou brutalitou na obou stranách. Právě zde snad nejvíce ze všech dějišť indiánských válek platilo z pohledu Euroameričanů heslo "mrtvý Indián, dobrý Indián". Slovo Komanč se pro místní obyvatele stalo synonymem pro teroristu. V bojích na texaském pomezí se proslavily nepravidelné oddíly Texas Rangers. 

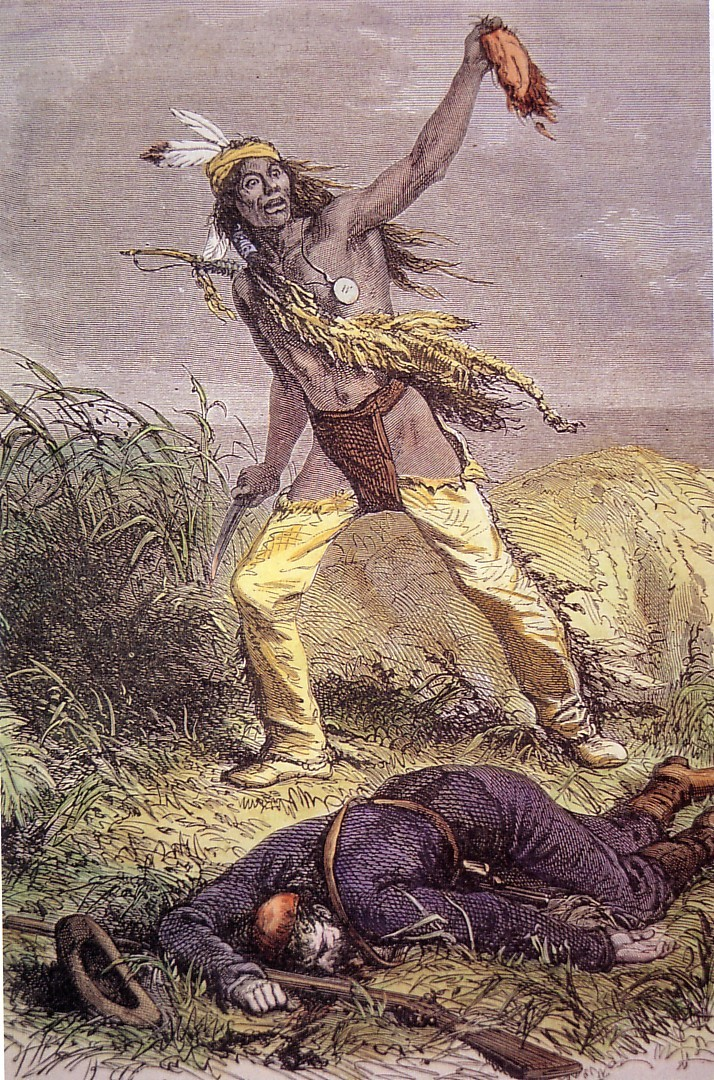
Apačský válečník po skalpování amerického vojáka

### Kajuská válka
Před polovinou 19. století pronikli američtí osadníci a misionáři na západní pobřeží Severní Ameriky do oblasti Oregonu. Kromě jiného sem zanesli epidemii spalniček, která zdecimovala místní Kajusy. Indiáni obvinili misionáře z čarodějnictví a v listopadu 1847 zmasakrovali osazenstvo Whitmanovy misie. Tento čin odstartoval kajuskou válku. Na americké straně jí vedla především milice později posílená o armádu. Kajusové byli nakonec poraženi, v roce 1855 smluvně odstoupili vládě Spojených států značné území a následně odešli do rezervace.

### Válka s Jakimy
Válka s Jakimy (Yakima, Yakama) navazovala na kajuskou válku. Proběhla mezi léty 1855-1858 na území Washingtonského teritoria na severozápadě USA a skládala se z několika dílčích konfliktů (Puget Sound War, Coeur d'Alene War). Indiáni utrpěli porážku a buď uprchli do Kanady (náčelník Kamiakin) nebo odešli do rezervace. 24 jakimských náčelníků bylo popraveno.

### Apačské války
Války s Apači patřily mezi nejdelší indiánské války vůbec. Začaly v roce 1849, hlavní boje skončily v roce 1886, ale menší potyčky trvaly až do roku 1924. Apačové bojovali proti Španělům a Mexičanům již více než 40 let, než poprvé museli čelit armádě Spojených států v roce 1849. Až do roku 1875 spočíval konflikt především v nájezdech na americké a mexické osídlení, kdy se Apačové pokoušeli krást zbraně a zásoby a zabíjení bylo spíše vedlejším produktem těchto útoků. V letech 1875-1886 se americké úřady snažily za pomoci armády usadit a následně udržet Apače v rezervacích. Skupiny odbojných válečníků vedené různými náčelníky (Mangas Coloradas, Cochise, Victorio, Geronimo a další), se skrývaly na mnoha místech jihozápadu Spojených států (Arizona, Kalifornie, Nové Mexiko, Texas), prováděly menší přepady a více či méně úspěšně unikaly armádním útvarům, které je měly přivést k poslušnosti. V roce 1886 se vzdal Geronimo a poté pokračoval odpor již jen sporadicky. K poslednímu "nájezdu" došlo až v roce 1924, kdy skupina Apačů ukradla koně arizonským osadníkům.

### Válka s Yumy
Válka s Yumy proběhla v letech 1850-1853 v Arizoně a Kalifornii. Americké jednotky během této doby pronásledovaly partyzánskou taktiku využívající nepřátelské Indiány z kmenů Yumů, Mohavů, Cocopahů a jiných a chránily osadníky překračující řeku Colorado.

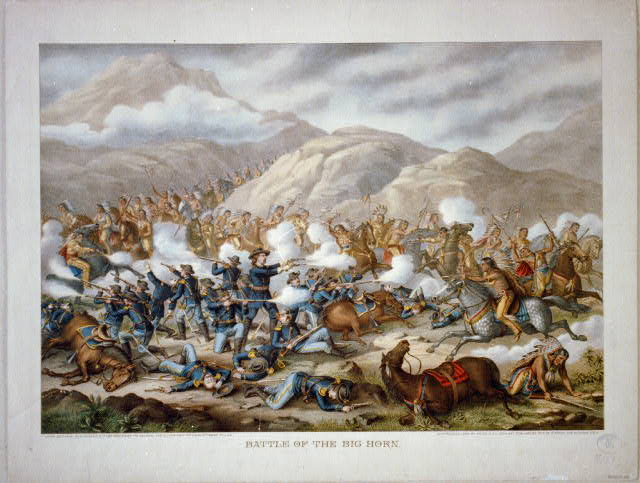
Jedno z mnoha vyobrazení bitvy u Little Bighornu. George A. Custer střílí dvěma revolvery najednou na útočící Indiány

### Válka s Uty
Tyto konflikty mezi Indiány ze skupiny Ute a Američany se prolínaly s válkami vedenými Apači a Navahy. Válek bylo celkem 10. Začaly v roce 1849, skončily až v roce 1923 a odehrávaly se především na území států Utah, Colorado a Nové Mexiko.

### Siouxské války
Siouxské války jsou patrně nejznámějším a nejlépe zmapovaným konfliktem mezi Indiány a bělochy na území Spojených států. Šlo o sérii několika válek, jichž se kromě Siouxů (Lakotové, Dakotové) zúčastnily i jiné prérijní kmeny - Čejeni (Šajeni), Assiniboinové, Arapahové, Kajovové a Komančové. Boje začaly v roce 1854 po tzv. Grattanově masakru (incident, při němž bylo v táboře Siouxů poblíže Fort Laramie pobito 31 vojáků) a skončily po masakru u Wounded Knee v roce 1890. Americké jednotky utrpěly několik porážek, válku s náčelníkem Rudým oblakem dokonce prohrály a musely opustit několik pevností, během siouxského povstání v roce 1862 došlo k pobití až 800 osadníků a k dočasnému vytlačení bílých osadníků z velké části Minnesoty, ale celkové vyznění konfliktu bylo očekávatelné - Siouxové byli nuceni přesunout se do rezervací. Během velké siouxské války se odehrála i nejslavnější bitva všech indiánských válek - porážka 7. kavalérie u Little Bighornu.

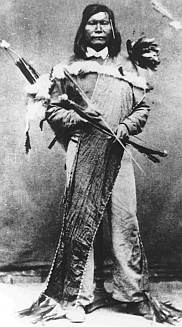
Numaga, náčelník Paiutů v době války v roce 1860

### Válka na řece Rogue
Řeka Rogue protéká jihozápadním Oregonem. Indiáni žijící v údolí tohoto toku (kmeny Latgawa, Takelma, Shasta, Coquille aj.) se setkávali s kolonisty již od 30. let 19. století a jako všude jinde docházelo k množství incidentů mezi nimi a přistěhovalci. Armáda se v tomto případě snažila domorodce chránit, ale guvernér teritoria Washington Isaac Stevens chtěl zabrat co nejvíce indiánské půdy pro bělochy a využíval k tomu osadníky a systém různých smluv. K otevřenému konfliktu došlo v roce 1855, kdy rozhněvaný dav napadl vesnici Indiánů a 27 jich pobil. Indiáni odpověděli zabitím stejného množství kolonistů - tím měla být celá záležitost z jejich pohledu vyřízena. Místo toho ale začala otevřená válka. 27. května 1856 došlo k bitvě mezi Indiány a armádou, domorodci byli nuceni ustoupit, měsíc na to se podvolili a odešli do rezervací.

### Válka s Paiuty
Válka s Paiuty (Pajuty) proběhla v roce 1860 u Pyramid Lake v dnešní Nevadě (tehdy Utah Territory). Boje skončily v podstatě nerozhodně, ale Paiutové odtáhli a přestali nadále ohrožovat místní bělochy.

### Válka s "Hadími Indiány"
V letech 1864-1868 došlo na západě USA ke krvavému konfliktu jménem válka s "Hadími Indiány". Takto označovali Američané Severní Paiuty, Bannocky a skupiny Západních Šošonů žijících v údolí Hadí řeky (Snake river). Jednalo se o jednu z nejkrvavějších indiánských válek, jež si vyžádala dohromady na obou stranách 1 762 mrtvých a zraněných. Boje sestávající z menších přepadů a potyček probíhaly na území dnešních států Oregon, Idaho, Kalifornie a Nevada.

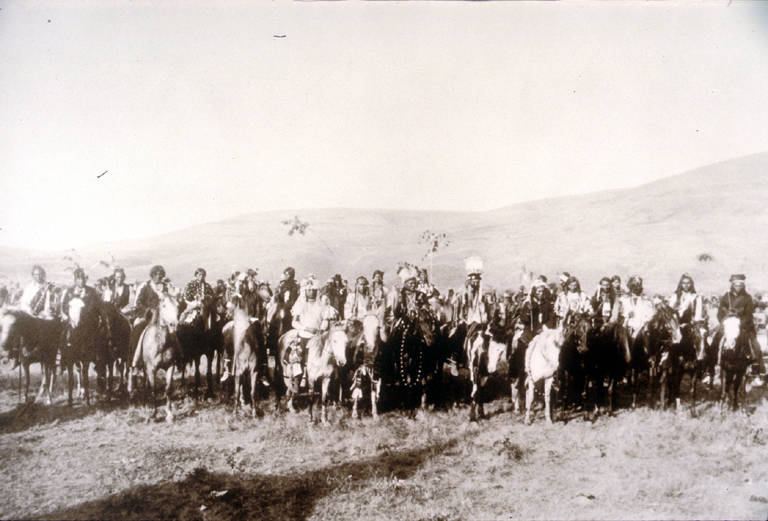
Bojovníci Nez Perceů na jaře 1877 před zahájením války

### Války s Navahy
Navahové válčili už se Španěly v 17. století. Ve 40. letech 19. století začali na jejich území pronikat Američané. Výsledkem byl mnohaletý konflikt tradičně sestávající z vzájemných potyček a přepadů. Navahové byli mezi lety 1864-1866 přinuceni odejít do rezervace Fort Sumner v Novém Mexiku. Tomuto přesunu se říká "Dlouhá túra" (Long Walk).

### Válka s kmenem Nez Perce
Válka s kmenem Nez Perce vznikla kvůli odmítnutí členů tohoto etnika odejít do rezervace v Idahu. Trvala relativně krátce - od června do října 1877. Nez Percey vedli náčelníci Ollokot, Poker Joe, Looking Glass, Josef a Bílý pták (White Bird) a počínali si více než zdatně. Dařilo se jim porážet či alespoň zadržovat americké jednotky, které migrující kmen pronásledovaly. Například v bitvě u White Bird Canyon uštědřili Američanům drtivou porážku (34 mrtvých na americké straně a jen 3 zranění na indiánské). Nakonec byli poraženi v několikadenní bitvě u Medvědí tlapy (Battle of Bear Paw). Část Nez Perceů uprchla do Kanady, část byla přesunuta do rezervací. Tato krátká válka stála americkou stranu téměř 300 mrtvých a zraněných, v naprosté většině vojáků, civilní ztráty byly minimální.

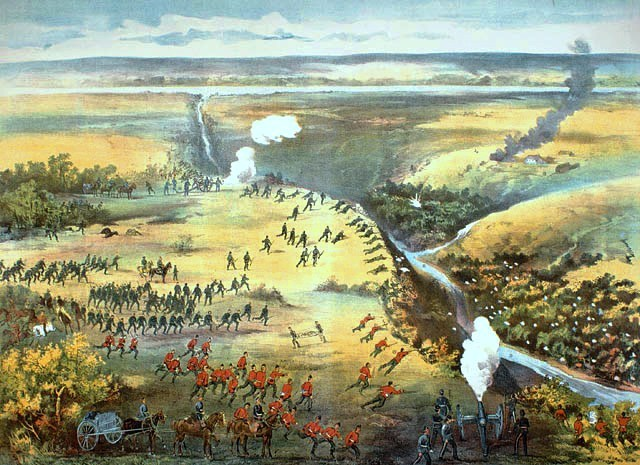
Bitva u Fish Creek 24. dubna 1885 v níž zvítězila métisko-indiánská koalice nad kanadskými jednotkami

### Války v Kanadě
Rebelie na Červené řece (Red River Rebellion) a povstání na Severozápadě byly jedinými významnějšími "indiánskými" konflikty v Kanadě. Vzpoury vedl Louis Riel, Métis a politik, který se snažil bojovat za práva a nezávislost svých soukmenovců francouzsko-indiánských Kanaďanů v oblasti Manitoby a Saskatchewanu. Nejprve v roce 1869 nechal vyhlásit na Kanadě nezávislý stát Assiniboia, ale na "métiskou" stranu se odmítli přidat angličtí Kanaďané a většina Indiánů a armáda rebelii potlačila. Riel obviněný z vraždy jednoho ze svých odpůrců uprchl do USA, kde zůstal 15 let. V roce 1884 se vrátil do Kanady a začal ozbrojený konflikt známý jako povstání na Severozápadě (North-West Rebellion). Na stranu Métisů se přidali i Indiáni kmene Krí (Cree) a Assiniboinové. Po počátečních úspěších byla métisko-indiánská koalice poražena a Louis Riel popraven (1885).

## Příčiny porážek
Indiáni většinu válek s Euroameričany prohráli. Proč tomu tak bylo? Zde je shrnutí hlavních příčin.
- V důsledku epidemií přišlo mnoho kmenů o značnou část populace.
- Kolonisté byli vojensky vyspělejší. Jeden příklad za všechny. Obvykle se zdůrazňují výhody luku oproti palným zbraním před zavedením opakovacích pistolí a pušek, nicméně neexistuje příklad větší bitvy, v níž by „luky“ zvítězily na „puškami“. Indiáni sami dávali přednost používání pušek před luky už v 17. století.
- Lepší organizovanost evropských osad a kolonií. Umožňovalo to mj. lépe vést vojenské operace.
- Roztříštěnost domorodých kmenů. Mnohé kmeny byly mezi sebou nepřáteli na život a na smrt a ani „bělošské nebezpečí“ je nedokázalo sjednotit.
- Mnoho Indiánů bojovalo na straně kolonistů. Jen v minimu válek neměli běloši své indiánské spojence, kteří se osvědčili především jako průzkumné jednotky.
- Indiáni nedokázali využít dlouholetých zkušeností ze setkávání s technicky vyspělejší civilizací a nedokázali převzít téměř žádné technické znalosti. Tak například při získávání železných a ocelových nástrojů a zbraní byli prakticky vždy závislí na dodávkách od svých koloniálních „nepřátel“.
- Indiáni nebyli schopni vést dlouhodobé konflikty po evropském způsobu, tj. dobývat města, pevnosti, držet v poli delší dobu větší armády, využívat dobytá území k zásobování vlastních jednotek atd.
- Euroameričané předčili domorodce ve schopnosti vést otevřené bitvy, které v 17.–19. století rozhodly většinu válek. Indiáni většinou ustoupili či utekli, když hrozilo nebezpečí větších ztrát.[52]

## Důsledky válek

### Populace
V Severní Americe žilo před příchodem evropských objevitelů a kolonizátorů zřejmě několik miliónů domorodců, velká většina z nich na území dnešních Spojených států. Přesná čísla nejsou známa, ale odhady vědců se pohybují v rozmezí 1–10 miliónů, nejpravděpodobnější se jeví údaje v rozmezí 3–5 miliónů. V roce 1800 žilo na území USA přibližně 600 000 Indiánů a koncem 19. století to už bylo jen 250 000. Tento úbytek domorodého obyvatelstva způsobily tři hlavní faktory – epidemie, snížení porodnosti a války. Ve 20. století se tento demografický trend prudce změnil. V současnosti představuje indiánská populace asi 1,37 % populace USA, což jsou přibližně 4 miliony (z toho více než třetina míšenců).
Americký úřad pro sčítání lidu – federální agentura U.S. Census Bureau, v roce 1894 odhadla, že indiánské války na území Spojených států si v 19. století vyžádaly životy 20 000 bělochů a 30 000 Indiánů.

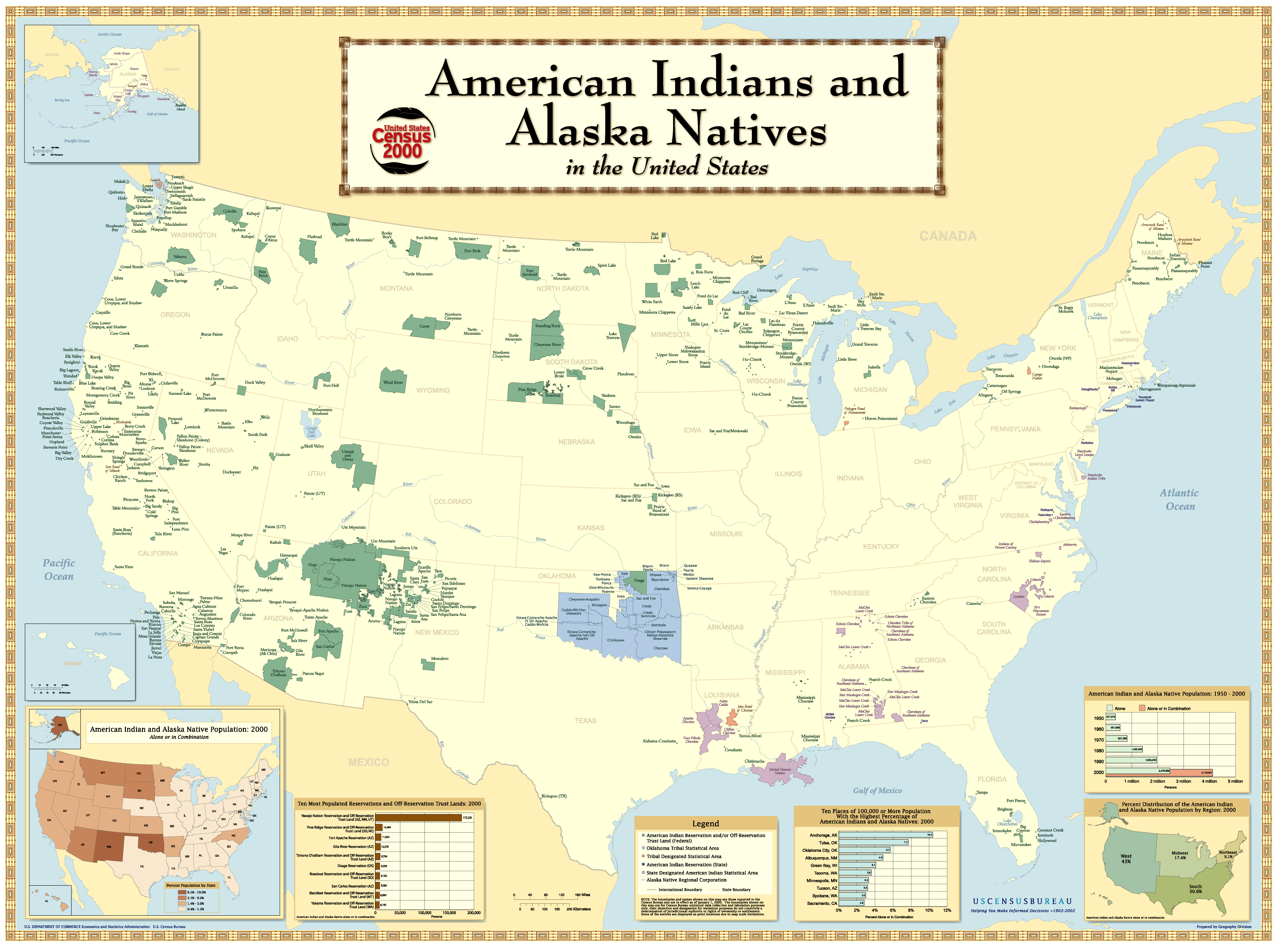
Rozmístění rezervací a domorodých etnik v současných USA

### Rezervace
Indiáni, kteří si chtěli podržet svou kulturu a styl života, museli odejít do rezervací. První „protorezervace“ vznikly už koncem 17. století ve Virginii, nicméně skutečné rezervace s plnými právními aspekty se objevují až v první polovině 19. století. Naprostá většina plochy rezervací se nachází na západ od řeky Mississippi, kam začali být domorodci stěhováni od 30. let 19. století z východních území. V současnosti je na území USA 310 rezervací o celkové rozloze 225 410 km² a celkem 550 uznaných kmenů. Každá rezervace resp. každý indiánský národ obývající rezervaci má určitou právní suverenitu, která se může mírně lišit.